# 迎東邨

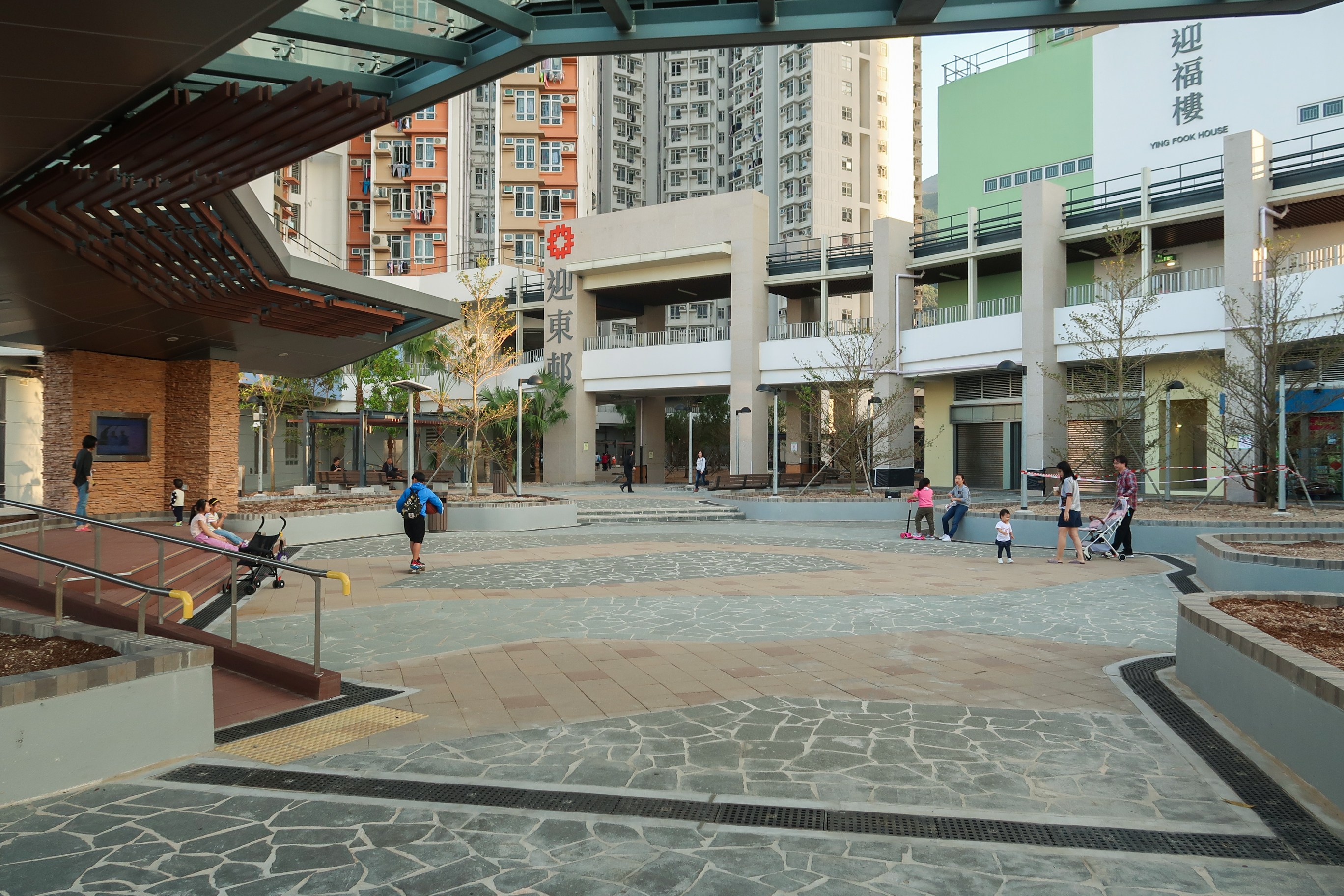
入口廣場

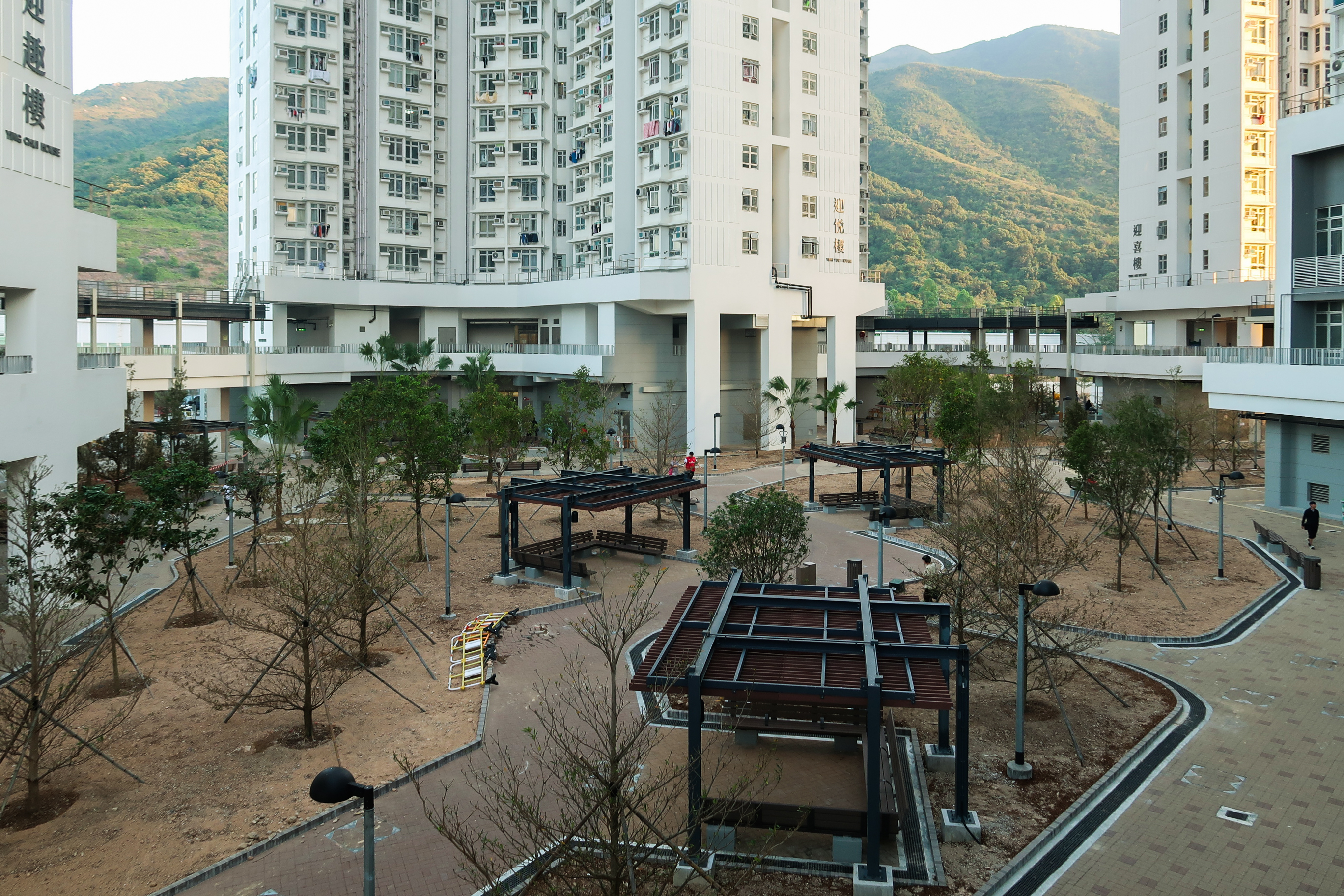
中央庭院

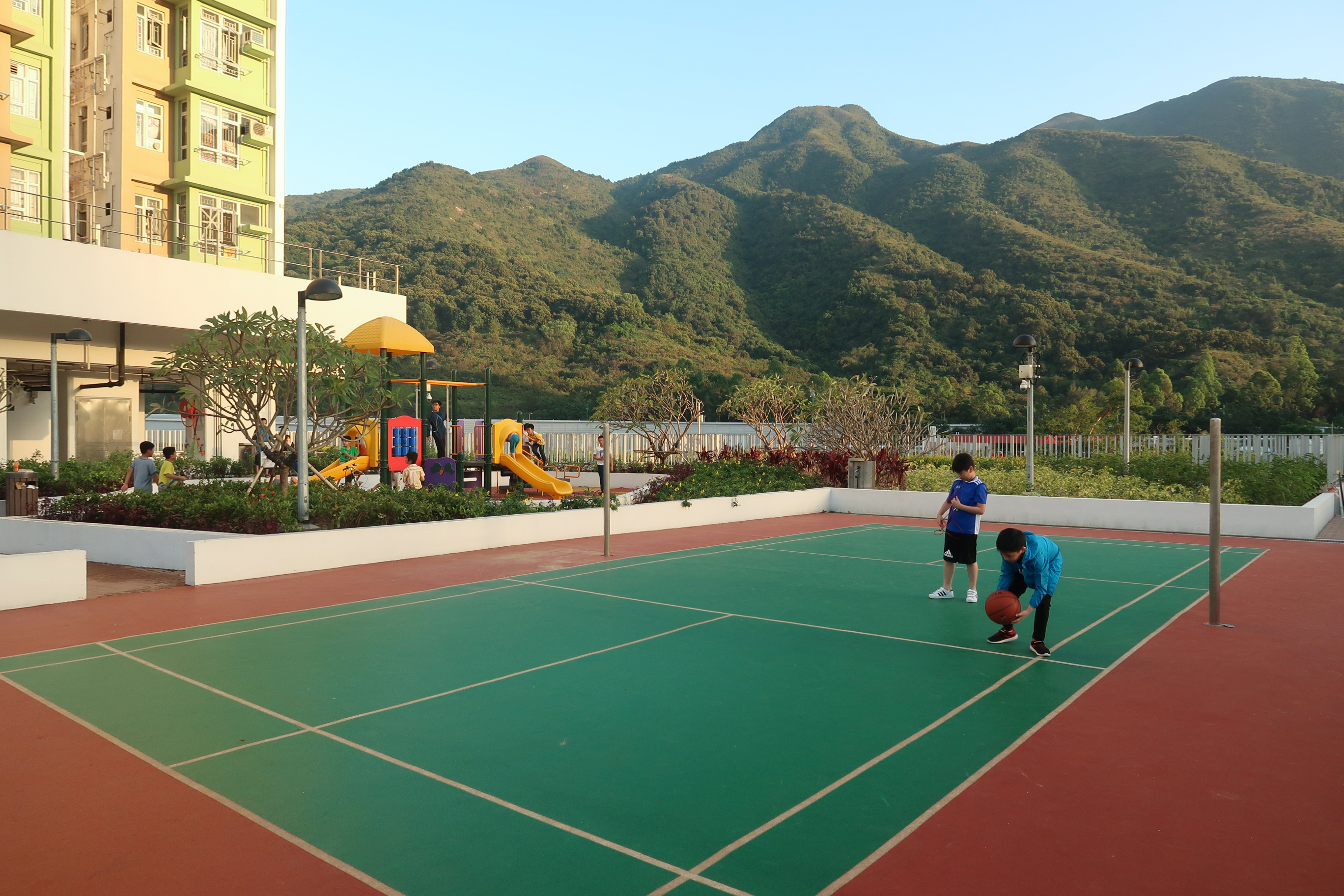
羽毛球場

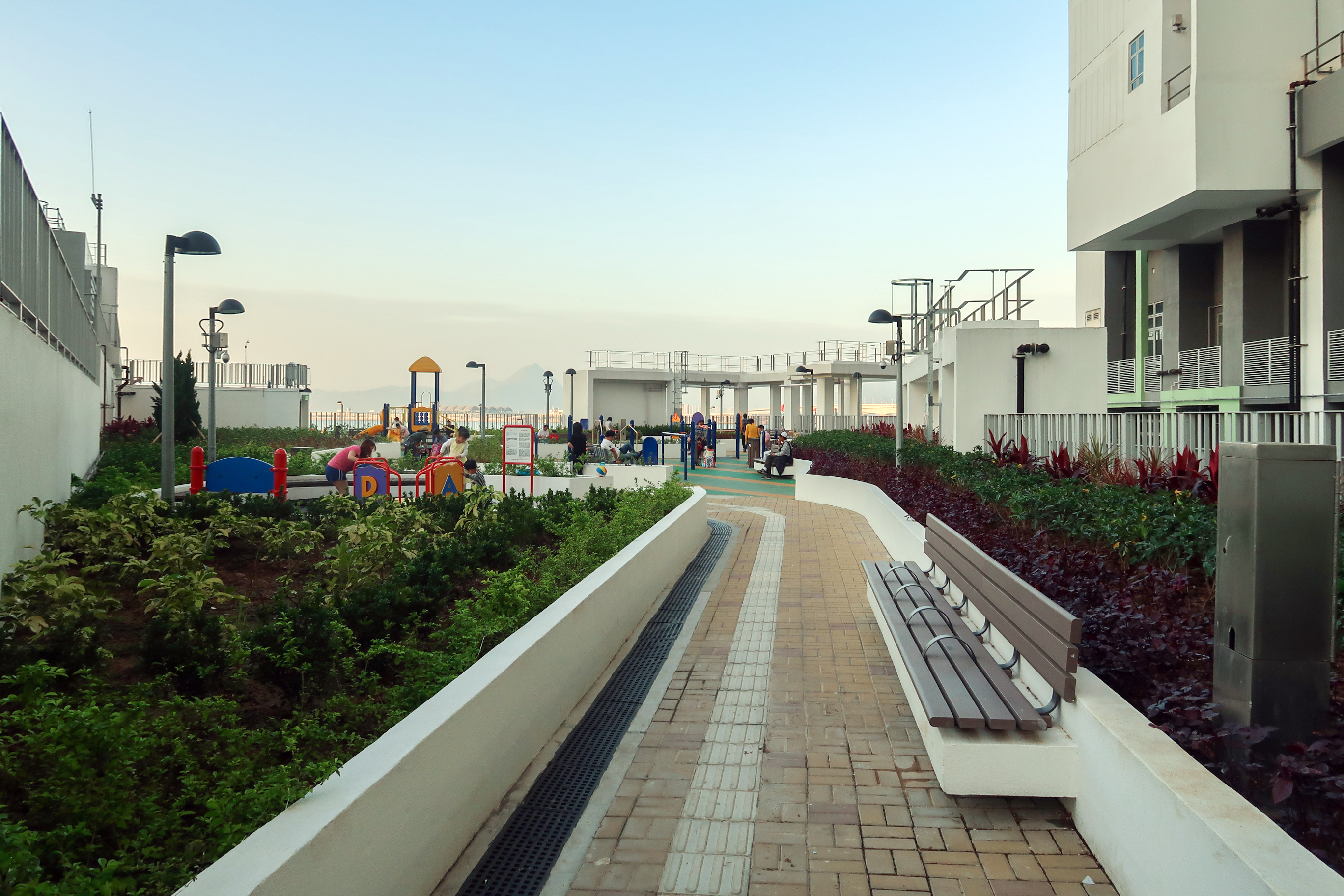
1樓平台兒童遊樂場及健體區

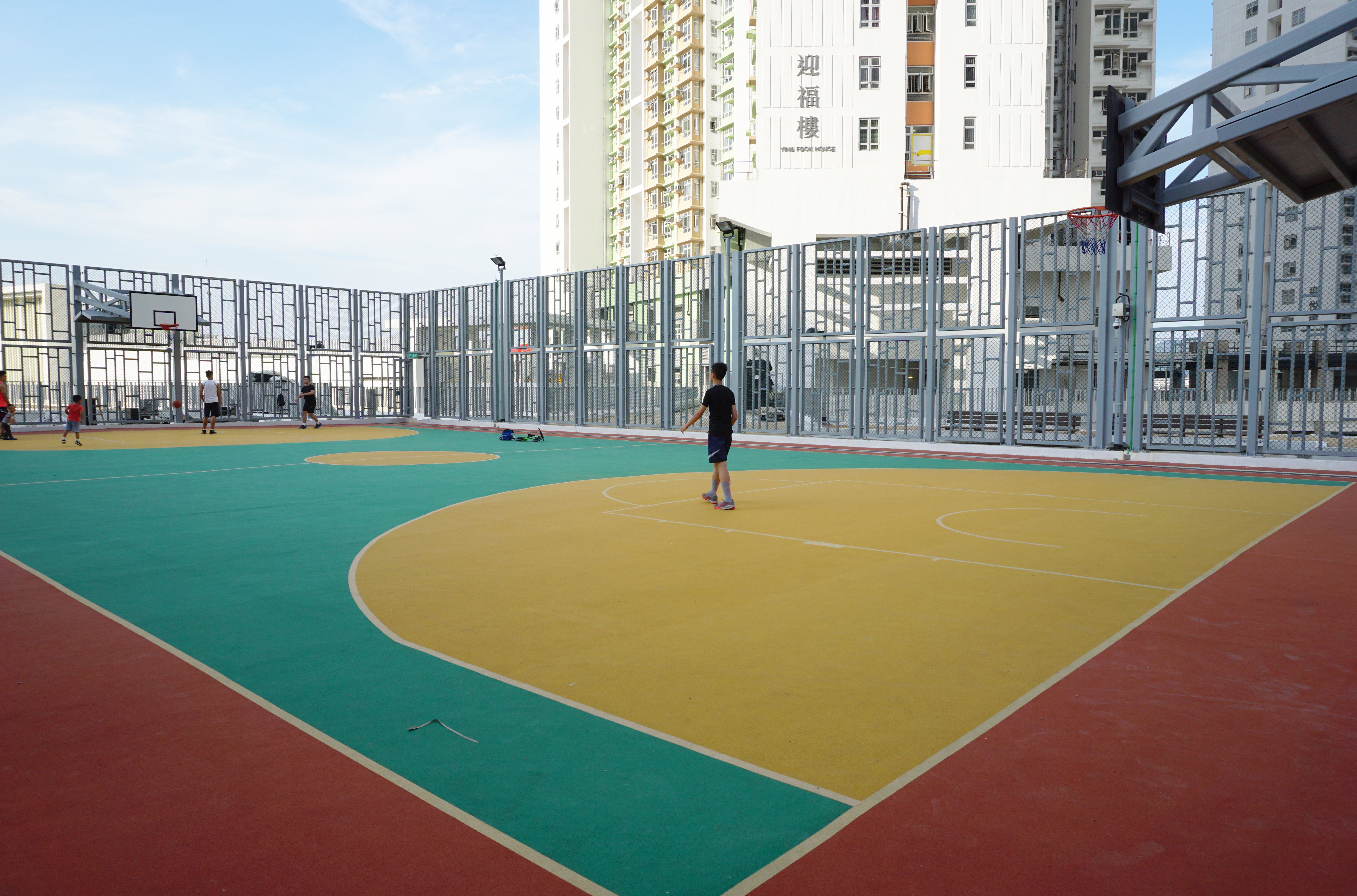
籃球場

迎東邨（英語：Ying Tung Estate）是香港的一個公共屋邨，位於新界大嶼山東涌迎東路12號，鄰近公屋翔東邨及雋東邨、私人屋苑昇薈、東環和映灣園。項目編號為IS10，已列入擴展市區配屋區內，由房屋署總建築師及周余石建築師有限公司負責設計，新昌營造承建，共設兩座X型及兩座Y型非標準型設計的出租公屋大廈，分別命名為迎喜樓、迎福樓、迎趣樓和迎悅樓，並於2018年3月14日起開始入伙。屋邨設有3,580個出租公屋單位。

## 屋邨資料
迎東邨用地原擬興建居屋，及後因「孫九招」緣故，曾改為興建5座因地制宜設計的公屋大廈，原擬於2007年竣工。其後，用地曾一度於2006-08年間納入「勾地表」，直至房委會交出原訂興建居屋、但同樣因「孫九招」而被腰斬的山谷道邨及延文禮士道項目，從而換回此邨用地。
2013年，環保觸覺認為該處接近飛機航道，反對在該處建高樓，認為會無人揀，造成浪費。

### 樓宇
| 樓宇名稱（座號） | 樓宇類型                 | 落成年份 | 層數 | 每層伙數                   | 每座單位總數（伙） | 建築師                                | 承建商   | 提供升降機的廠商 |
| ---------------- | ------------------------ | -------- | ---- | -------------------------- | ------------------ | ------------------------------------- | -------- | ---------------- |
| 迎喜樓（第1座）  | 非標準設計大廈 （Y字型） | 2018年   | 39   | 24（2-37樓） 20（38-39樓） | 903                | 房屋署總建築師、 周余石建築師有限公司 | 新昌營造 | 東芝             |
| 迎福樓（第2座）  | 非標準設計大廈 （Y字型） | 2018年   | 37   | 24（2-35樓） 20（36-37樓） | 855                | 房屋署總建築師、 周余石建築師有限公司 | 新昌營造 | 東芝             |
| 迎趣樓（第3座）  | 非標準設計大廈 （X字型） | 2018年   | 39   | 24（2-39樓）               | 911                | 房屋署總建築師、 周余石建築師有限公司 | 新昌營造 | 東芝             |
| 迎悅樓（第4座）  | 非標準設計大廈 （X字型） | 2018年   | 40   | 24（2-40樓）               | 935                | 房屋署總建築師、 周余石建築師有限公司 | 新昌營造 | 東芝             |

### 屋邨設施
地面設有入口廣場、中央庭院、單車停泊位和一個兒童遊樂場。大廈1樓設通道連接各座，戶外部份設籃球場、羽毛球場、兒童遊樂場、卵石路步行徑和健體區。室內設遊樂設施、乒乓球檯和棋藝區。同時預留空間設救世軍源林潔和幼稚園 （页面存档备份，存于）、安老院和殘疾人士院舍。由居民組成的「迎東民生關注組」批評邨內的幼稚園由原定2018年第三季，延遲到2019年第一季才啟用，但政府代表稱不知原因。
迎東邨以西土地計劃興建一組小學及中學，早於2002年分配予香港樹人學校與漢華教育機構建立一所直資「一條龍」學校。但是，建校工作因該區發展不明朗，而一直押後至2020年9月才解凍。按照目前的時間表，兩校預計要到2028年及以後才分別建成，而且兩校將改以「脫龍」及津貼形式開辦，當中香港樹人學校現正興建中。此外，香港郵政的東涌派遞局亦設於迎趣樓地下A翼。

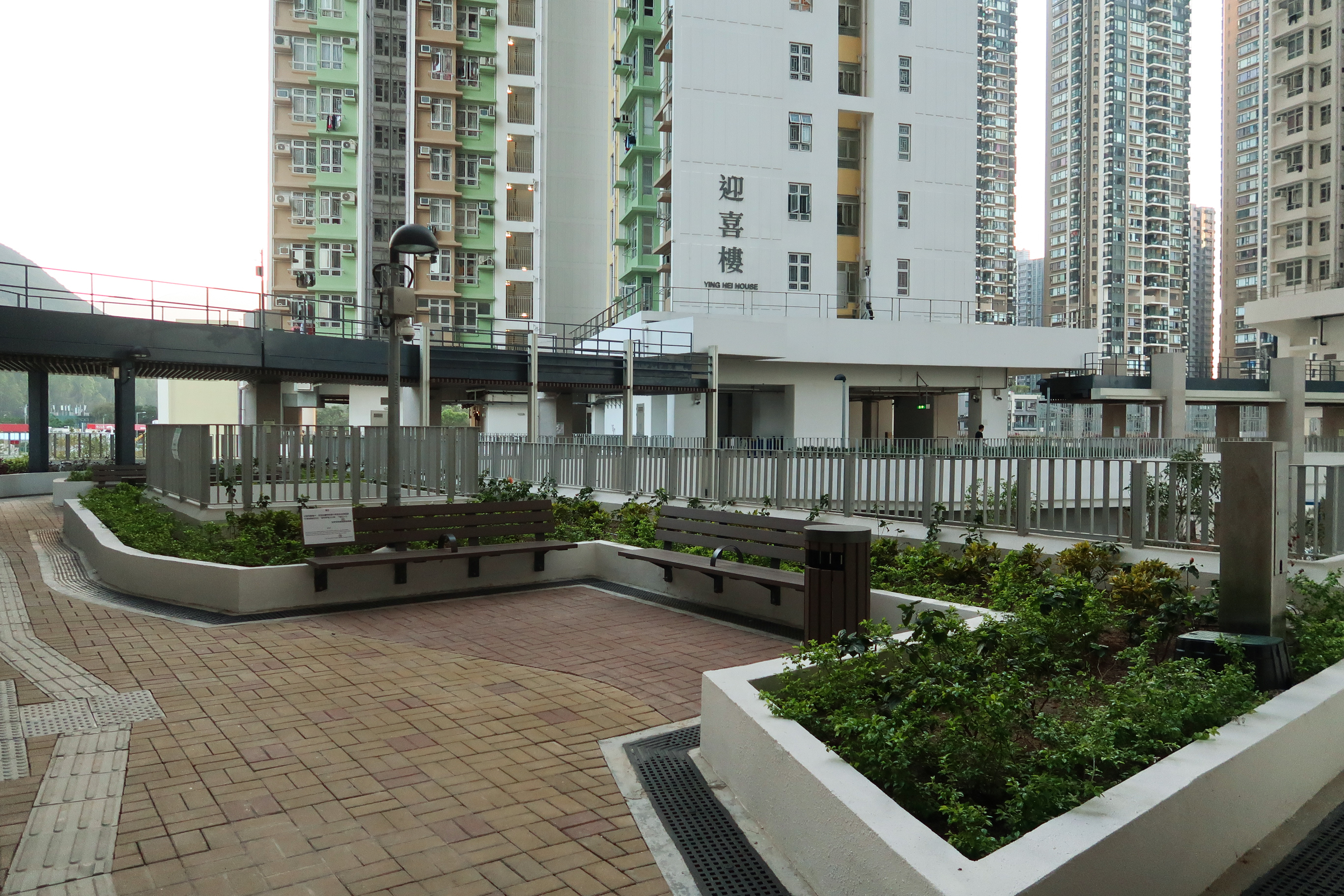
大廈1樓設通道連接各座
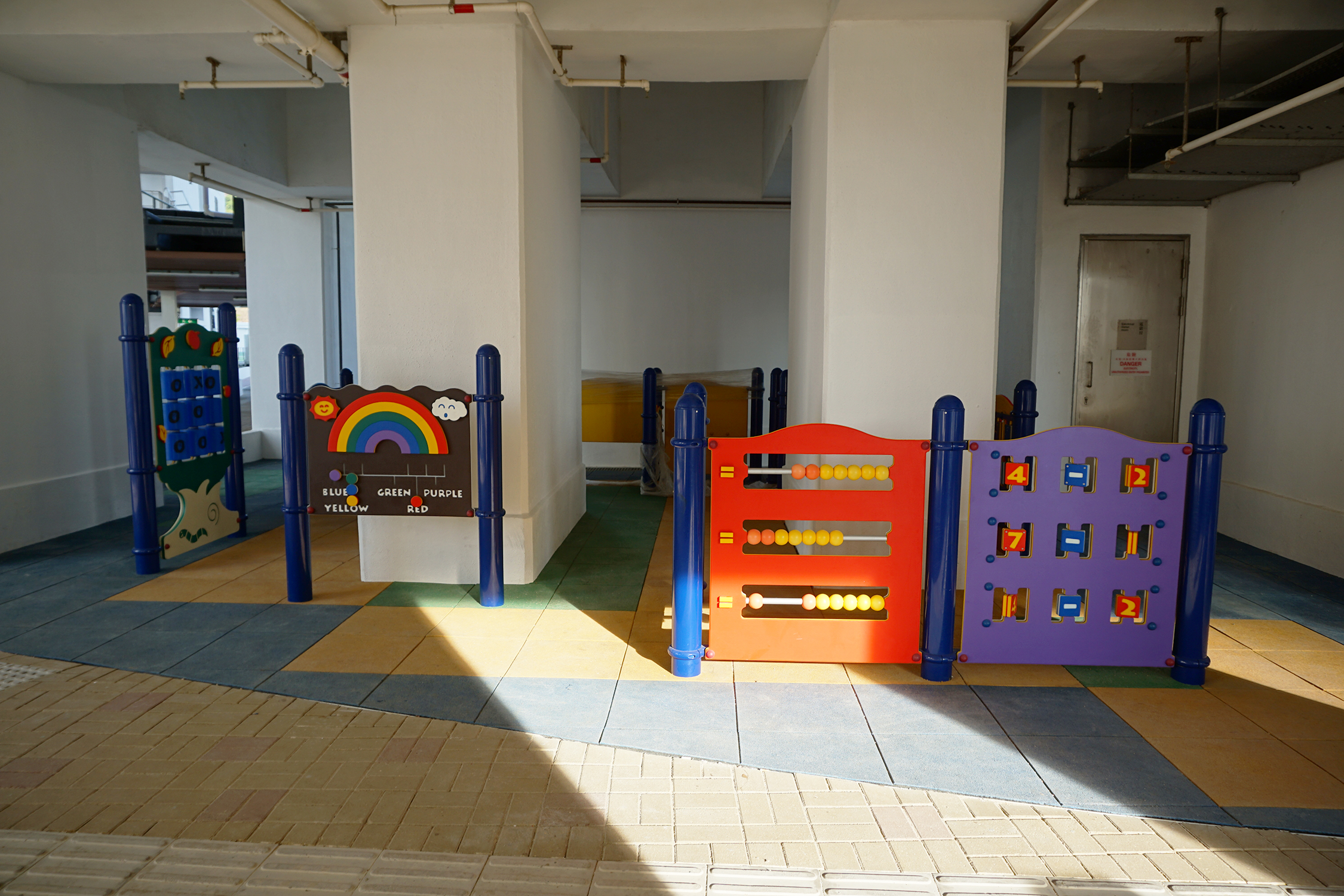
室內兒童遊樂場
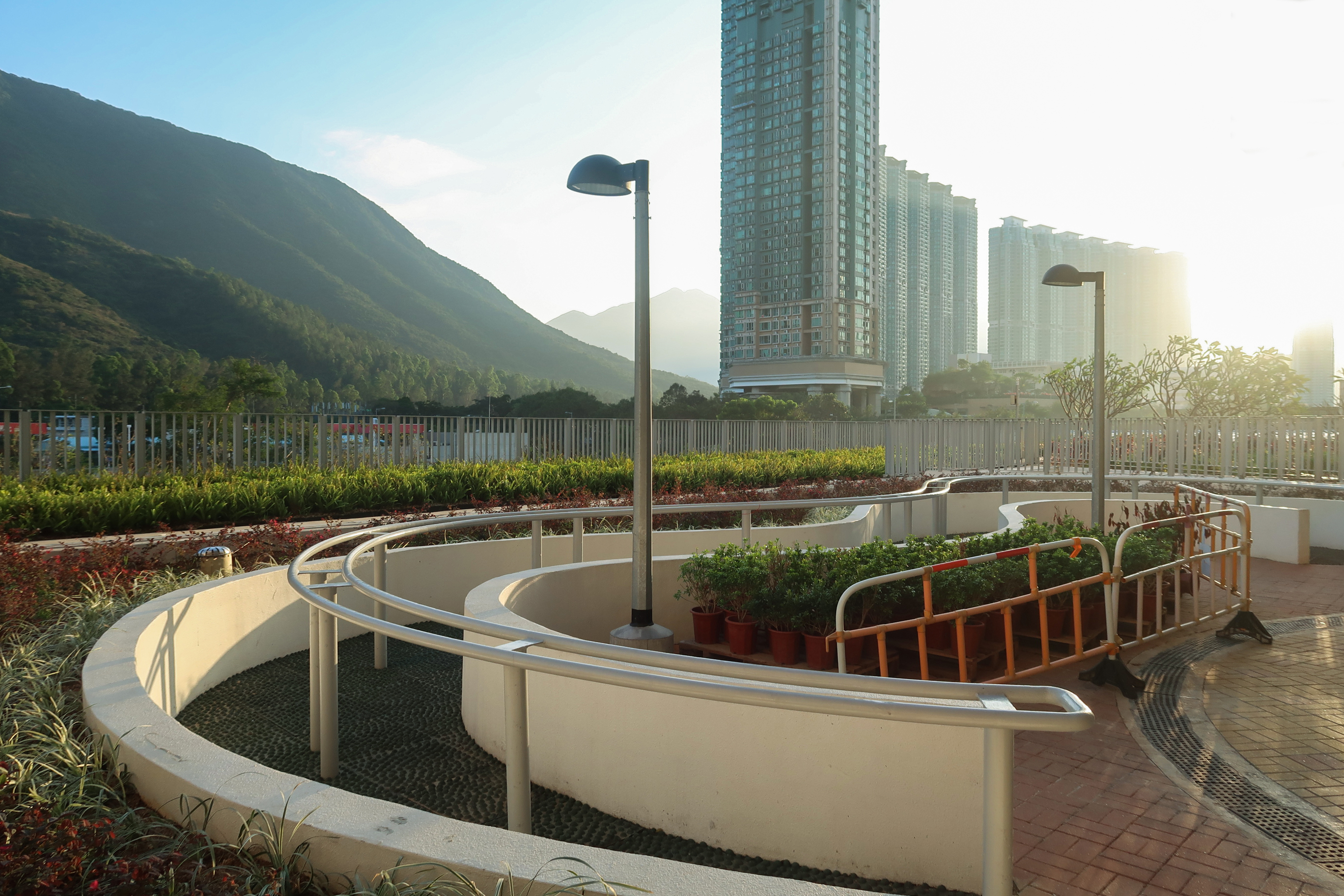
卵石路步行徑
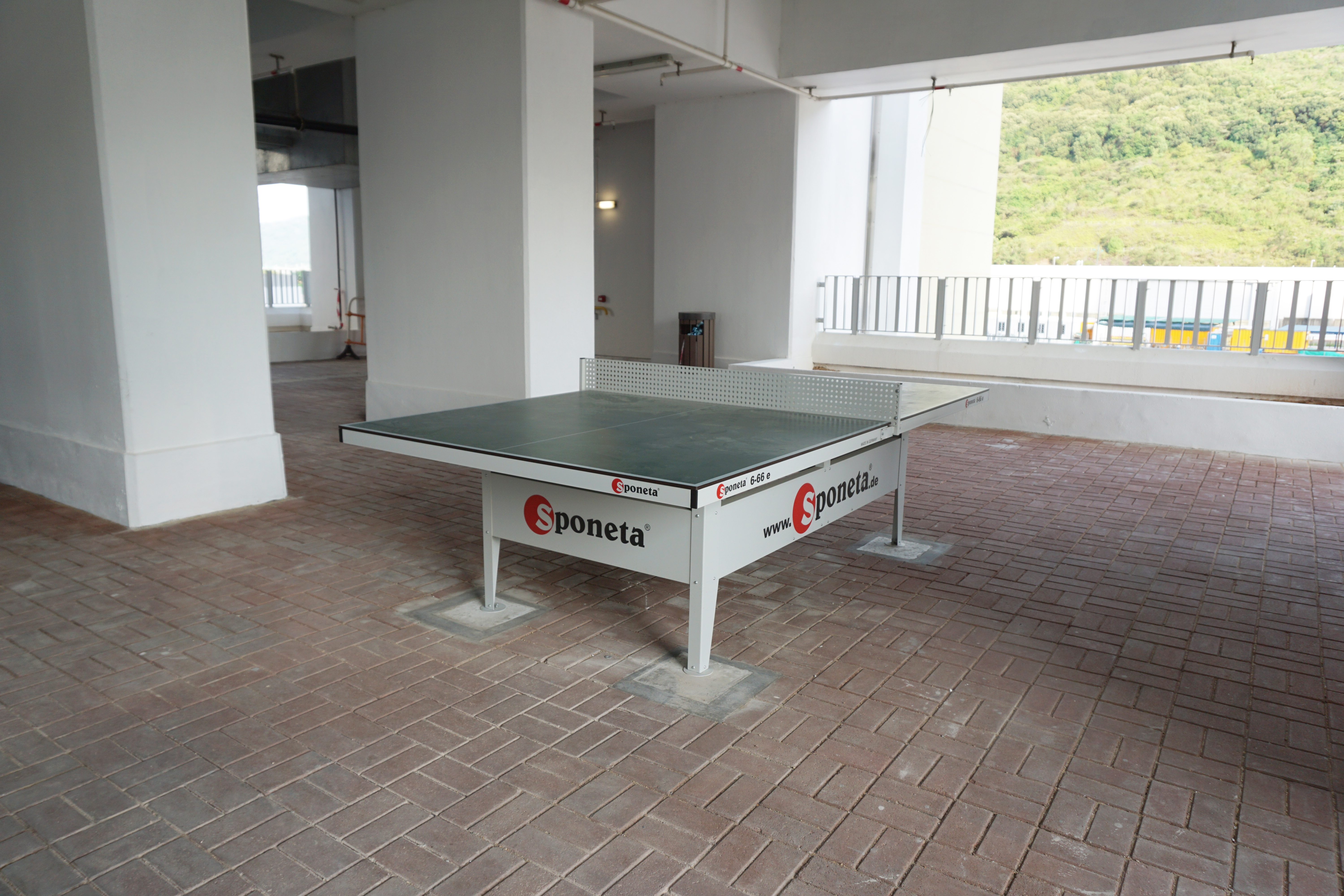
乒乓球檯
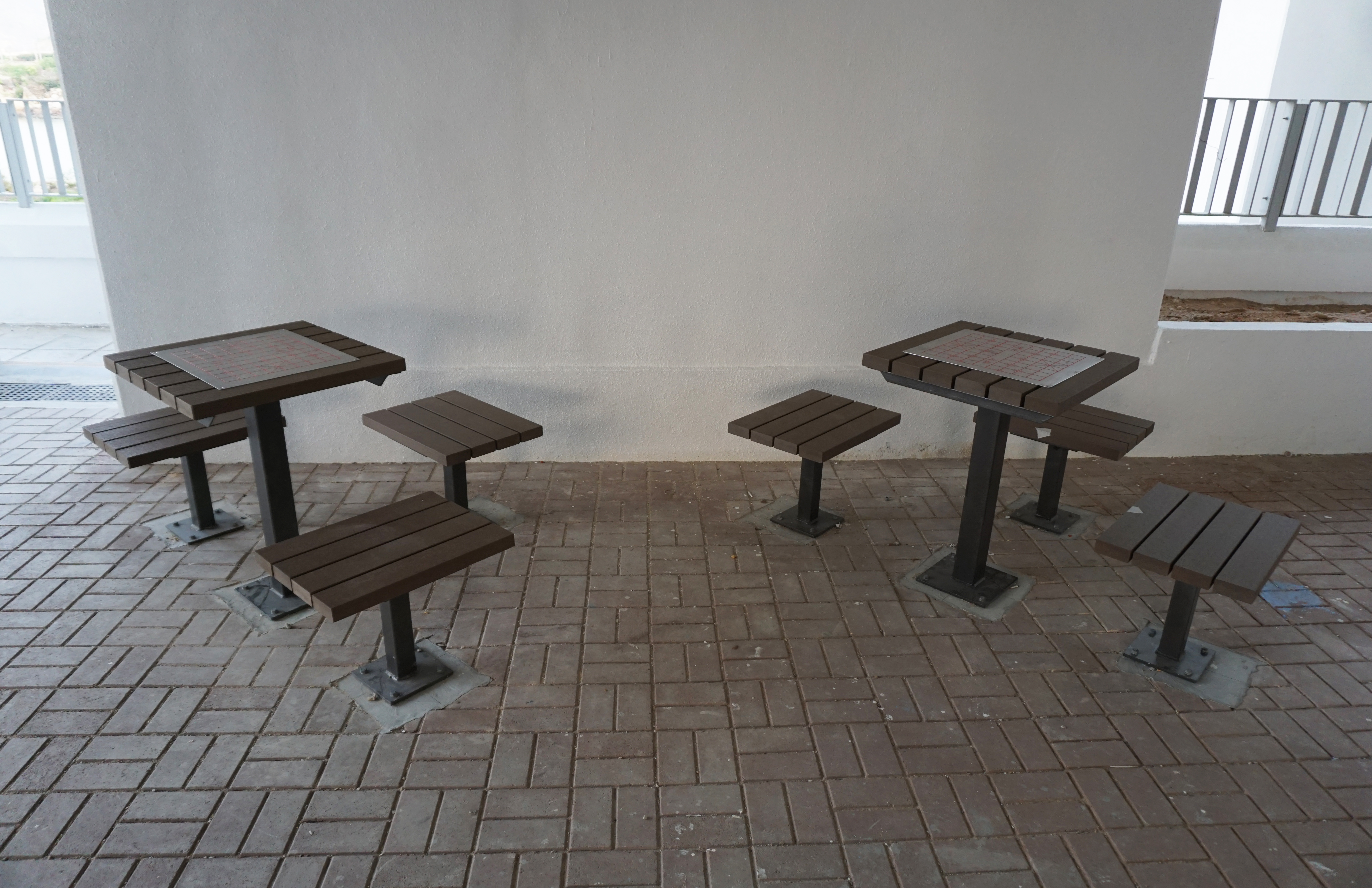
棋藝區

### 商場

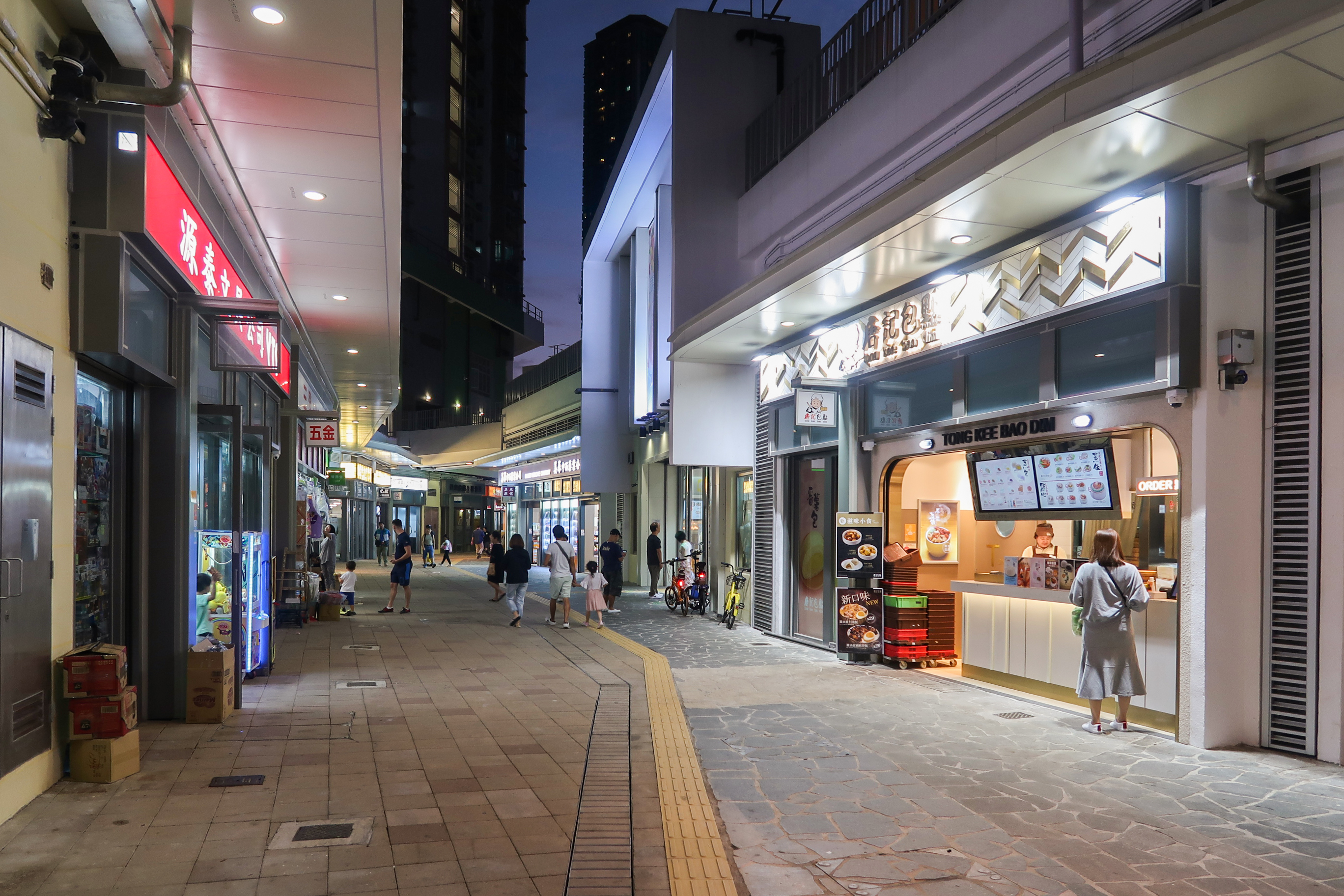
迎東商場採用商店街設計

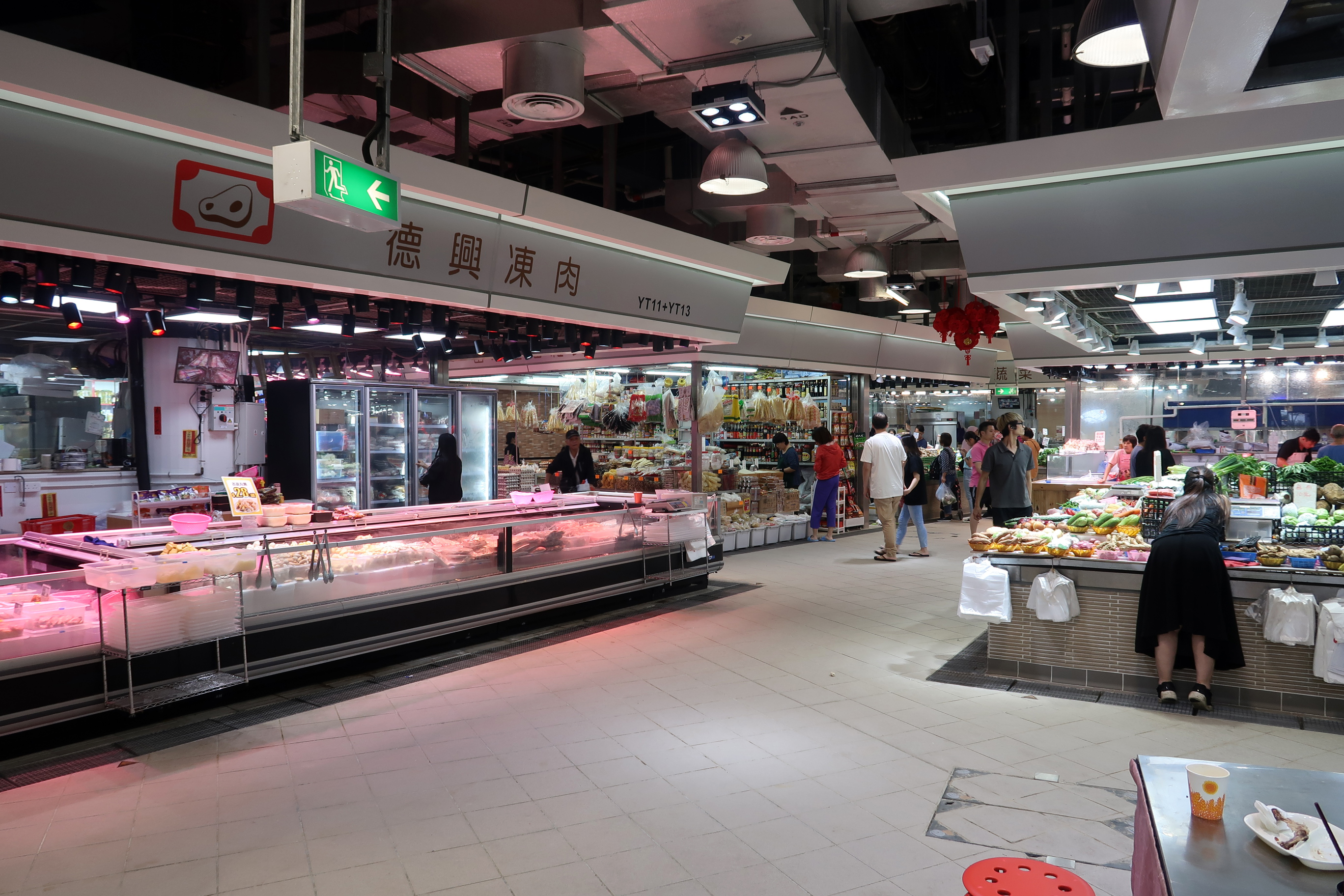
萬有（迎東）街市肉檔及糧油雜貨店

迎東商場由房委會管理，採用商店街形式設計。但落成初期十室九空，居民只能乘車到港鐵東涌站附近的商場購買日常用品。現時租戶包括惠康超級市場、3間食肆、7-11便利店、文具店、藥房、髮型屋和教育中心，亦設有街市。街市原打算由房署運作，但落成後改以外判形式管理，由宏安集團承租，於2018年8月17日開業。
迎東商場

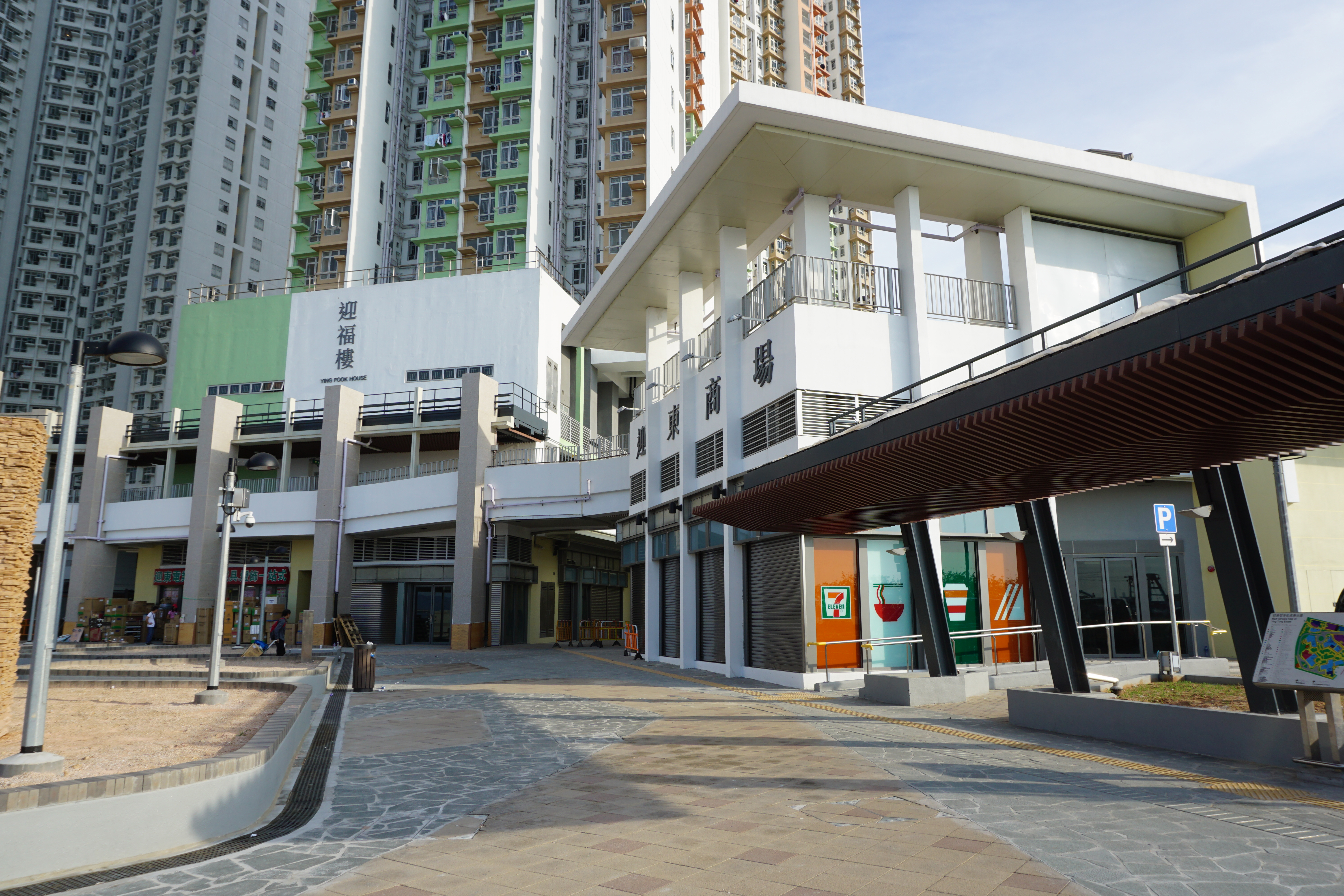
迎東商場外貌
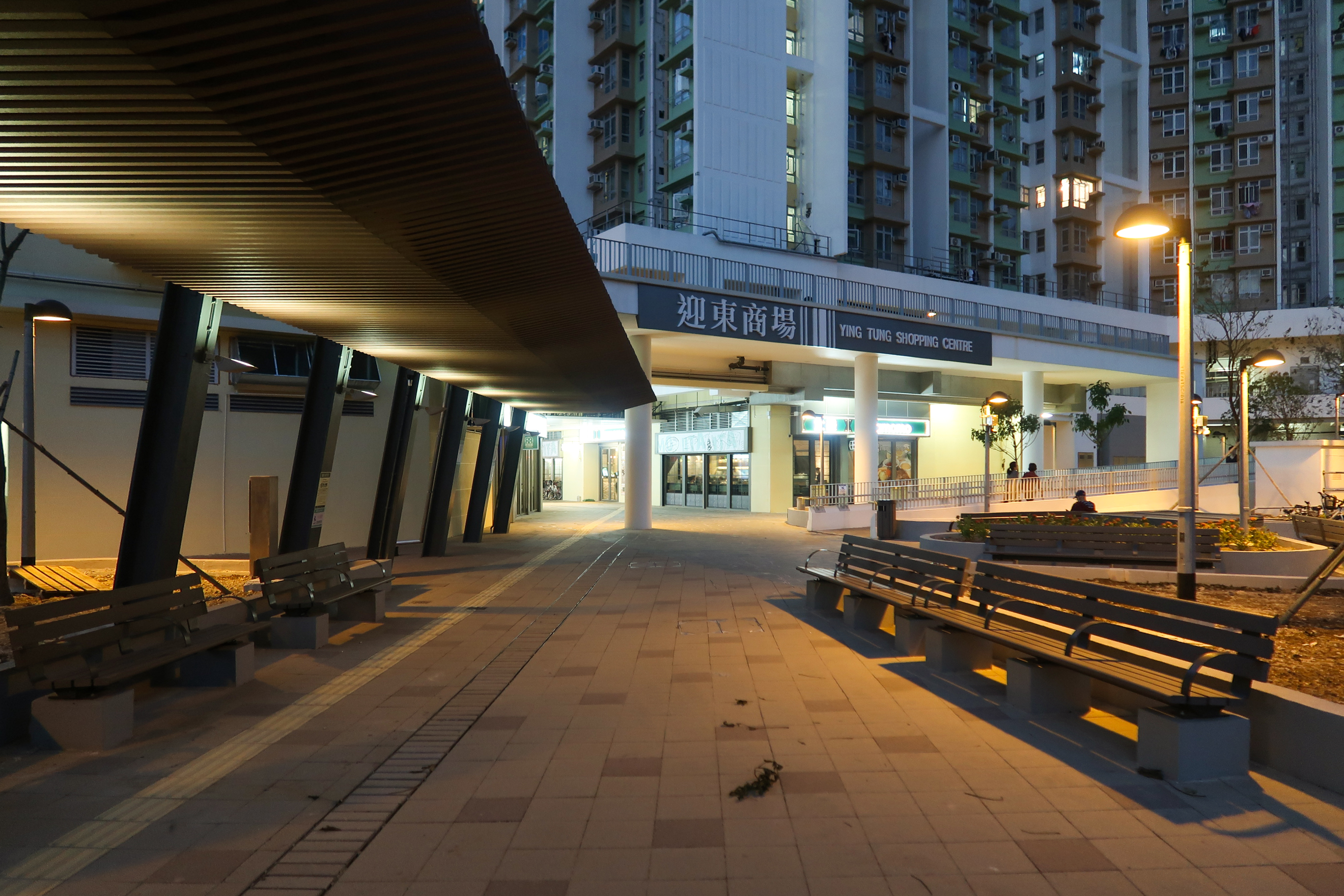
商場另一端的入口
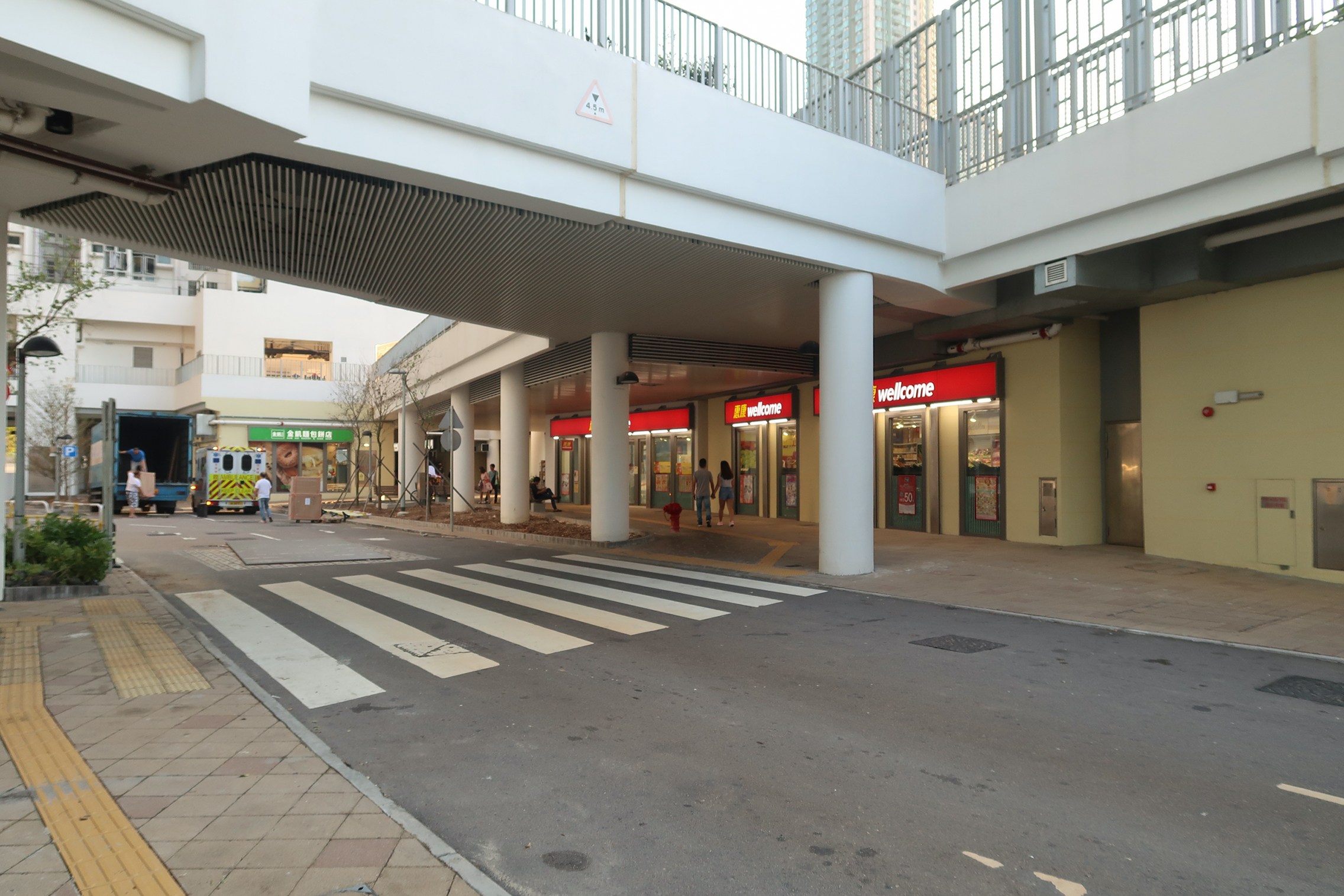
惠康超級市場

萬有（迎東）街市

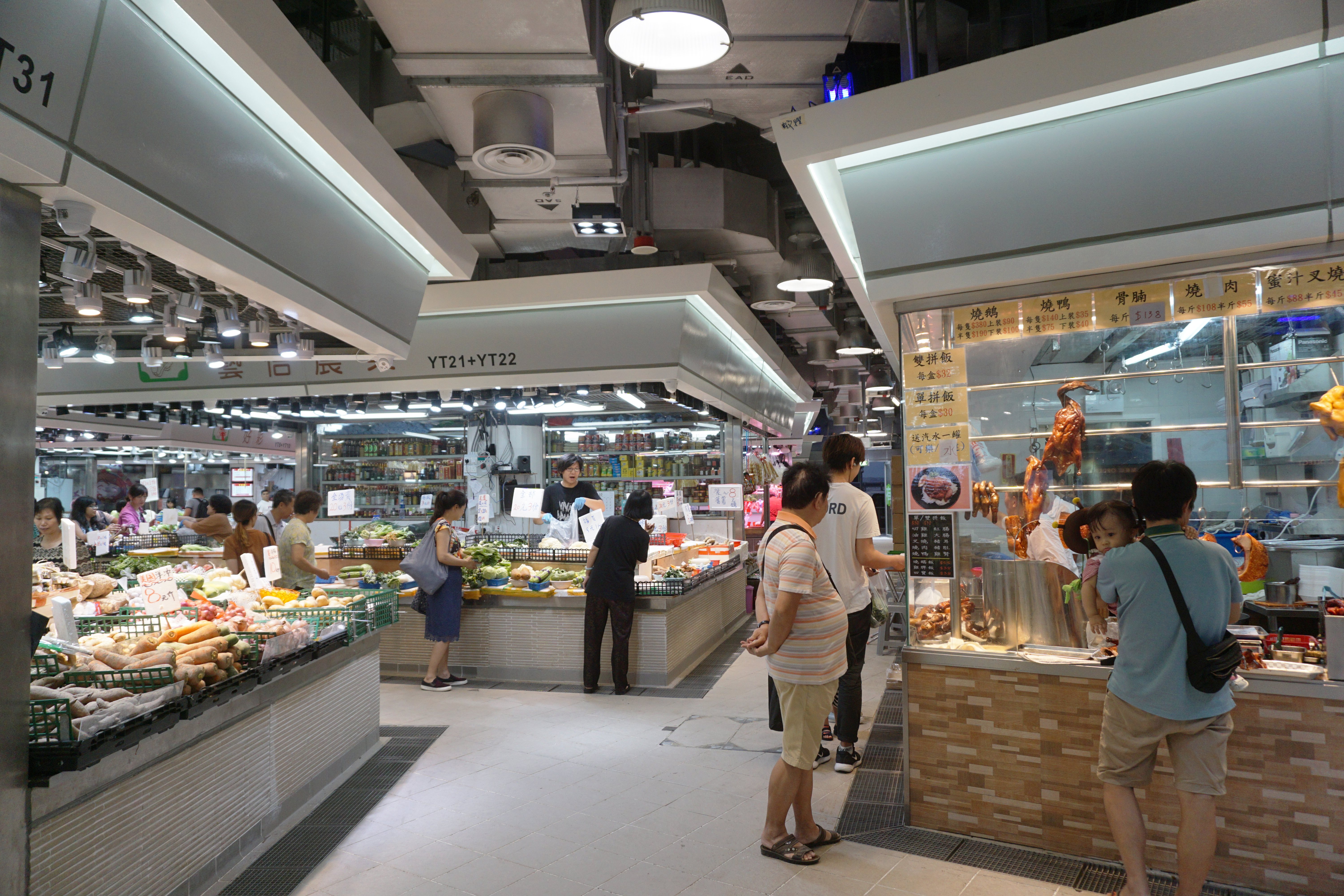
菜檔及燒味店
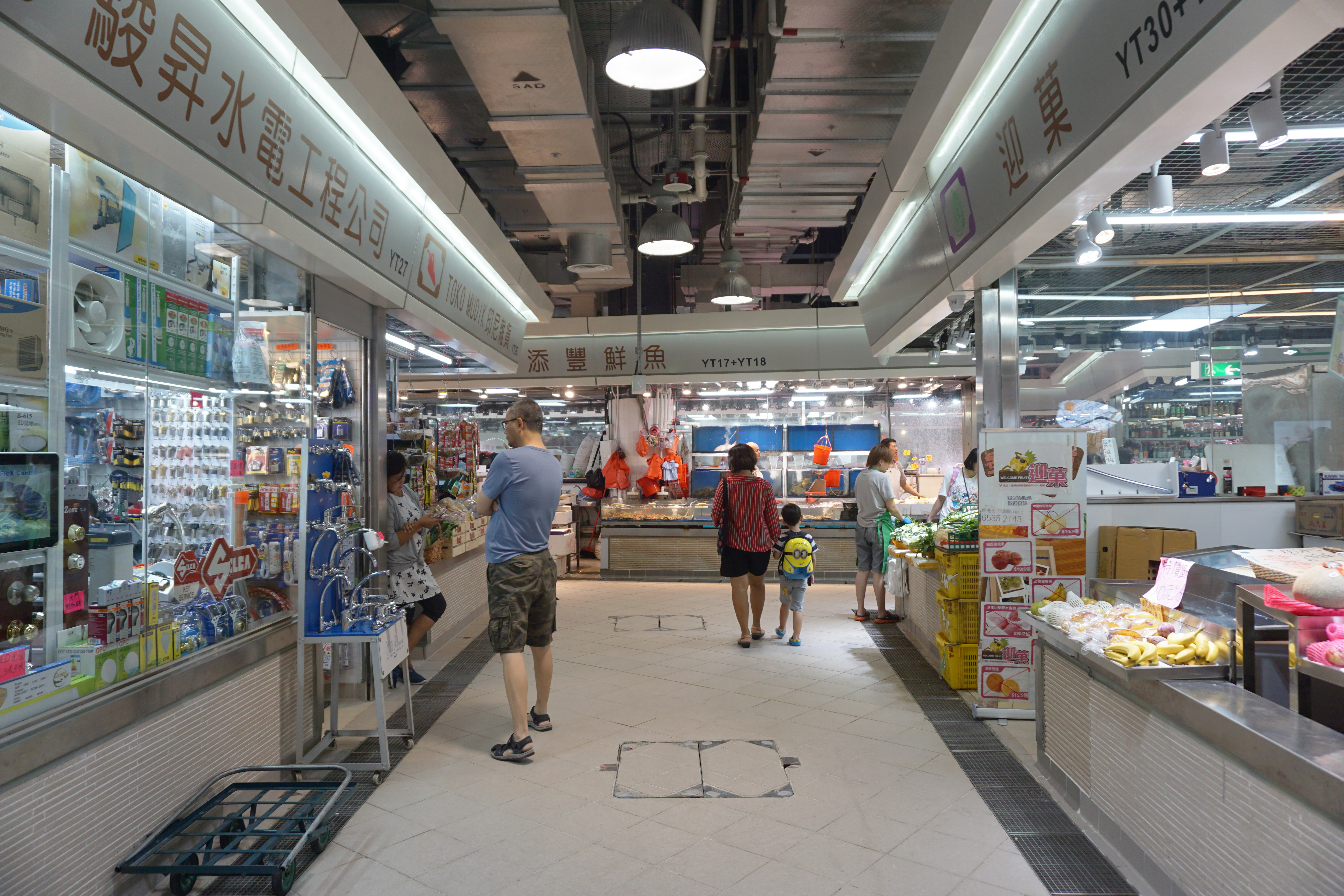
水電五金店及魚檔
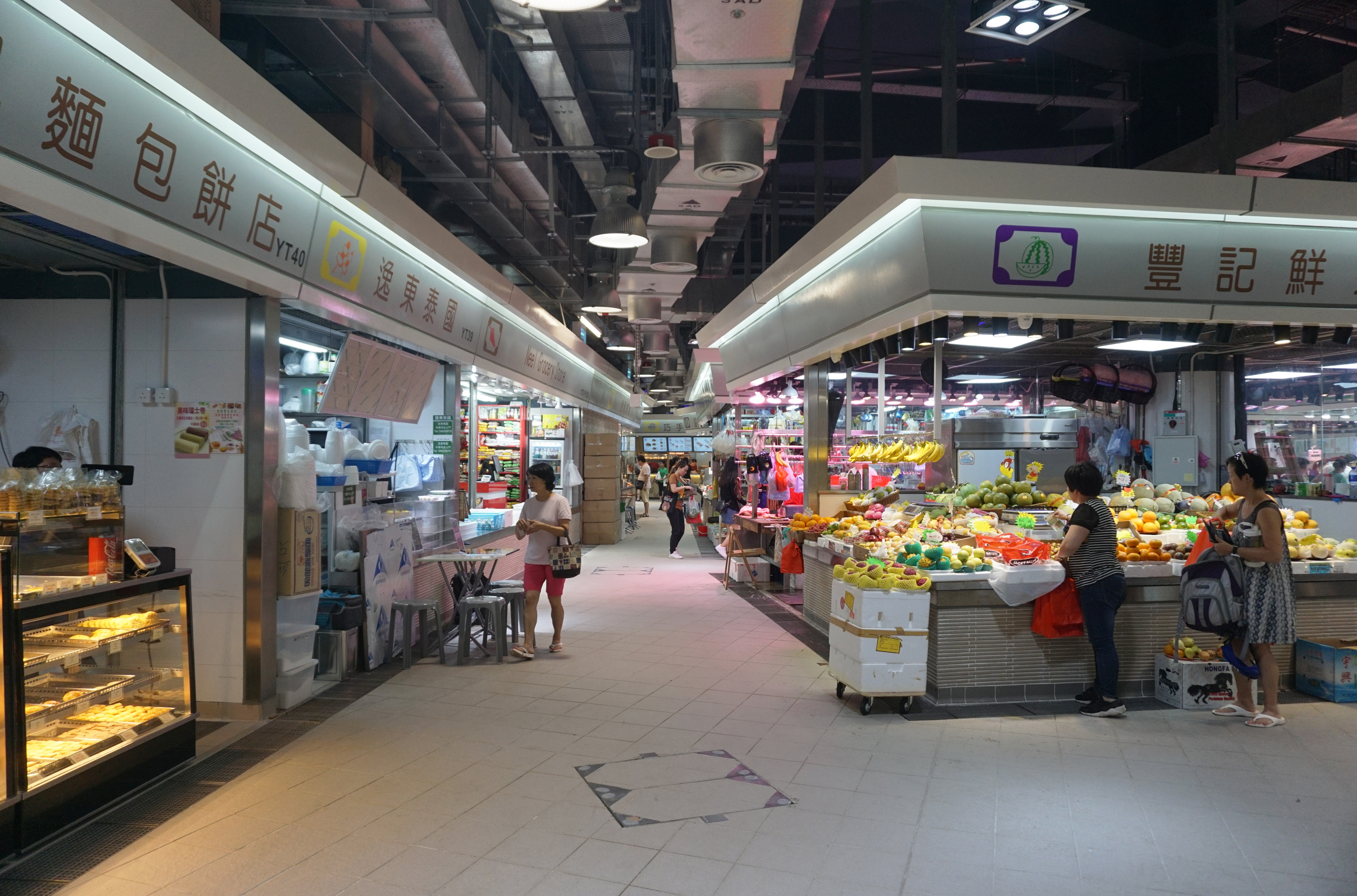
包餅、泰國小食及水果檔
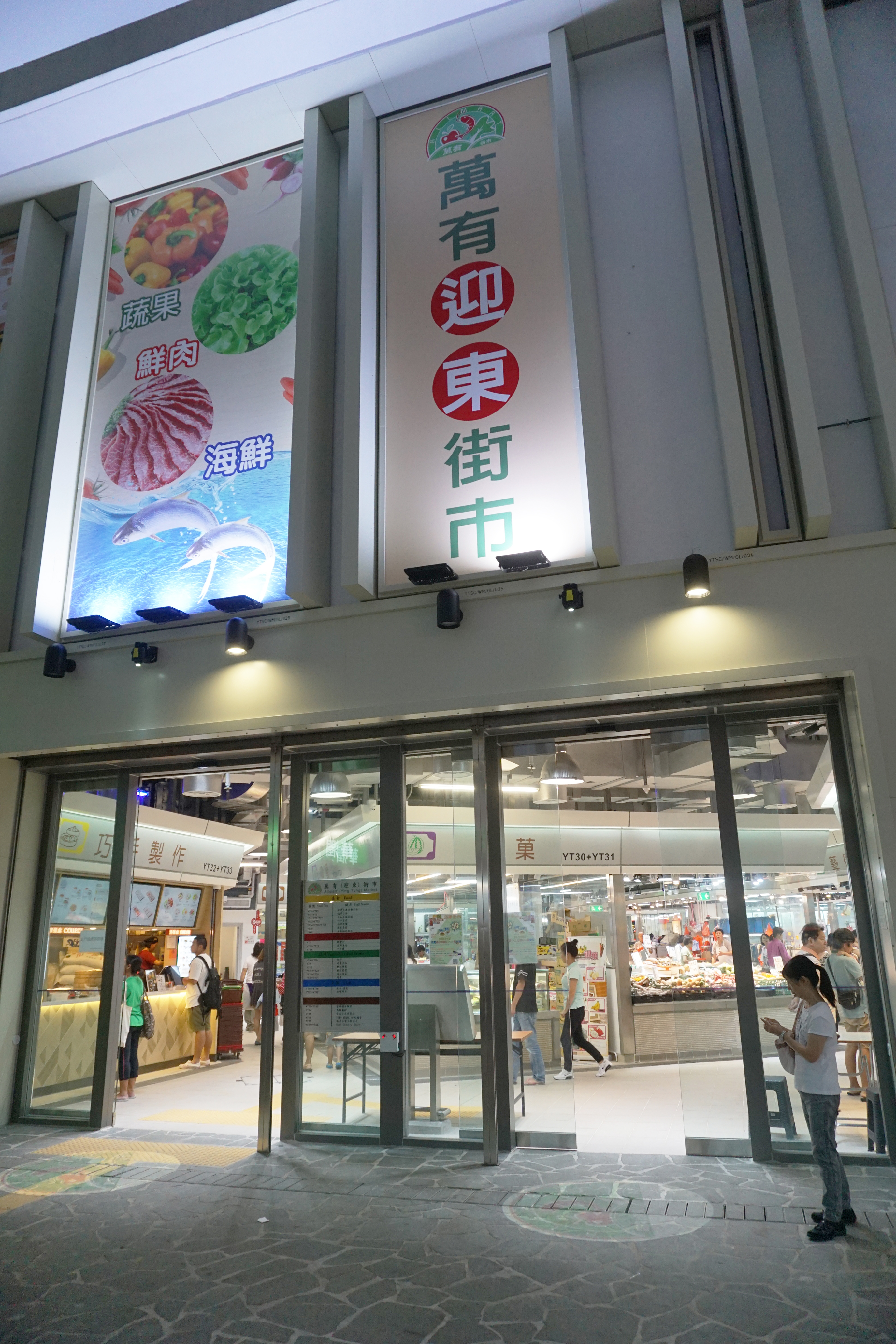
入口

## 建築期間的圖片庫

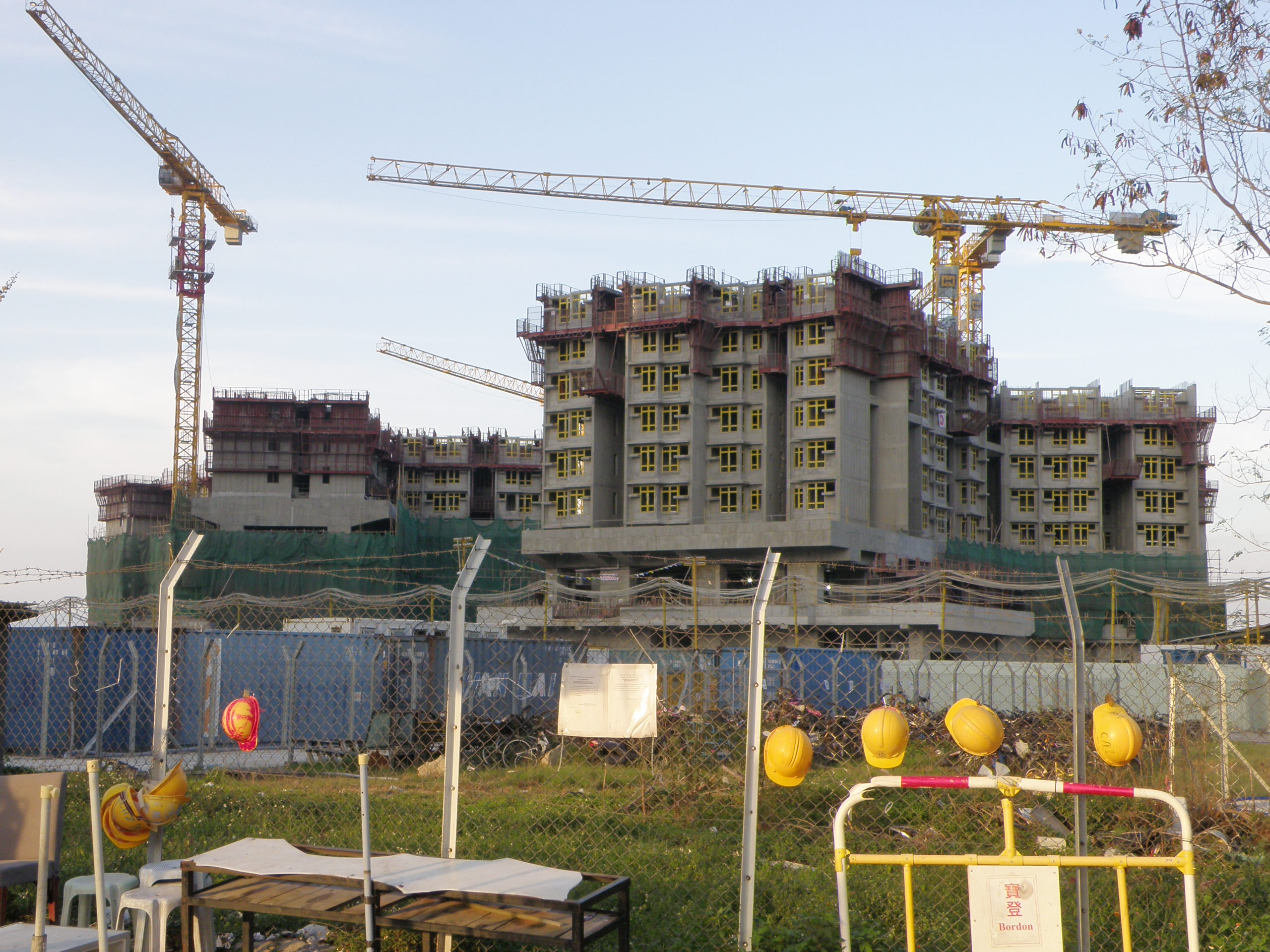
2015年3月
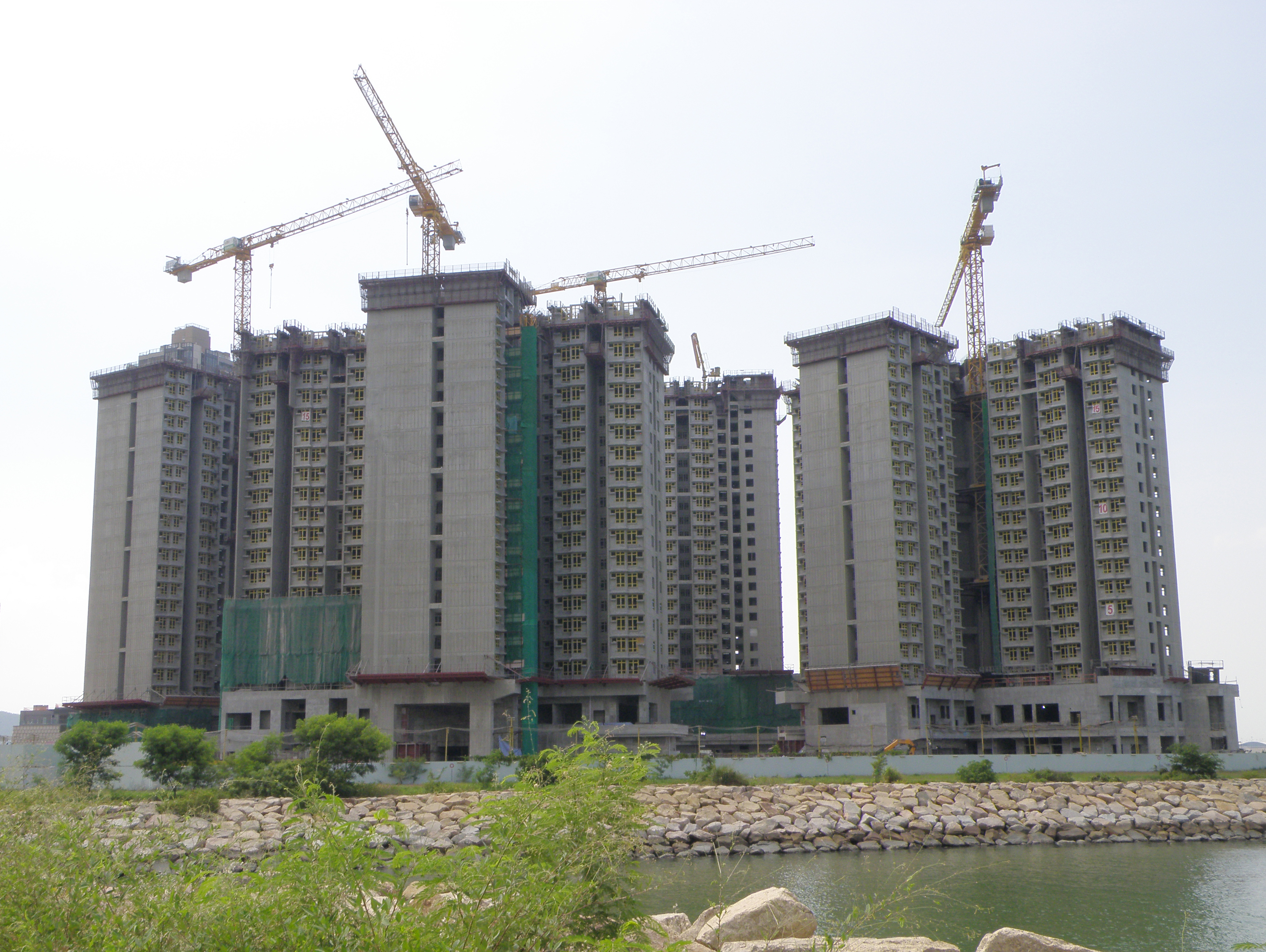
2015年9月
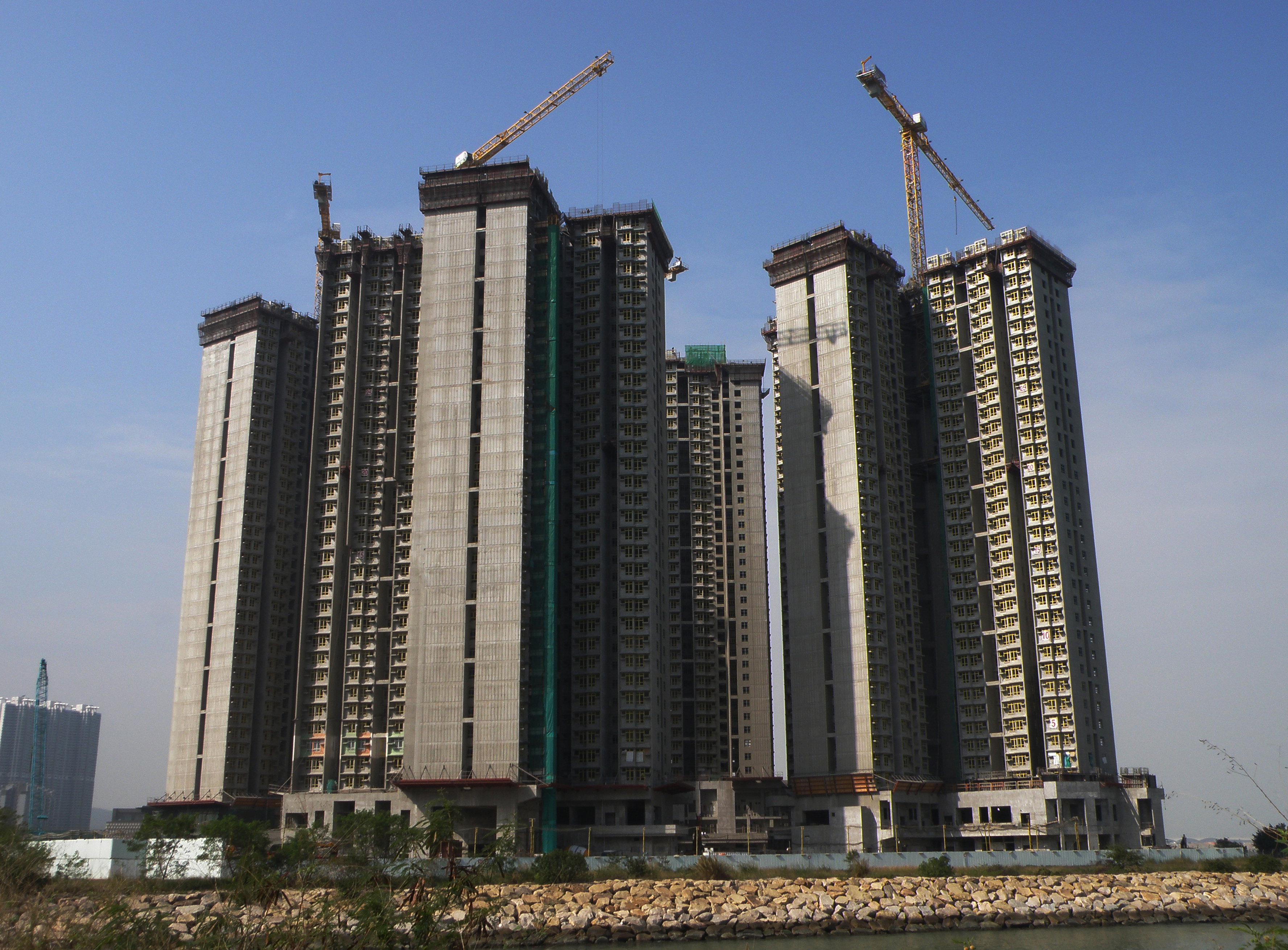
2015年12月
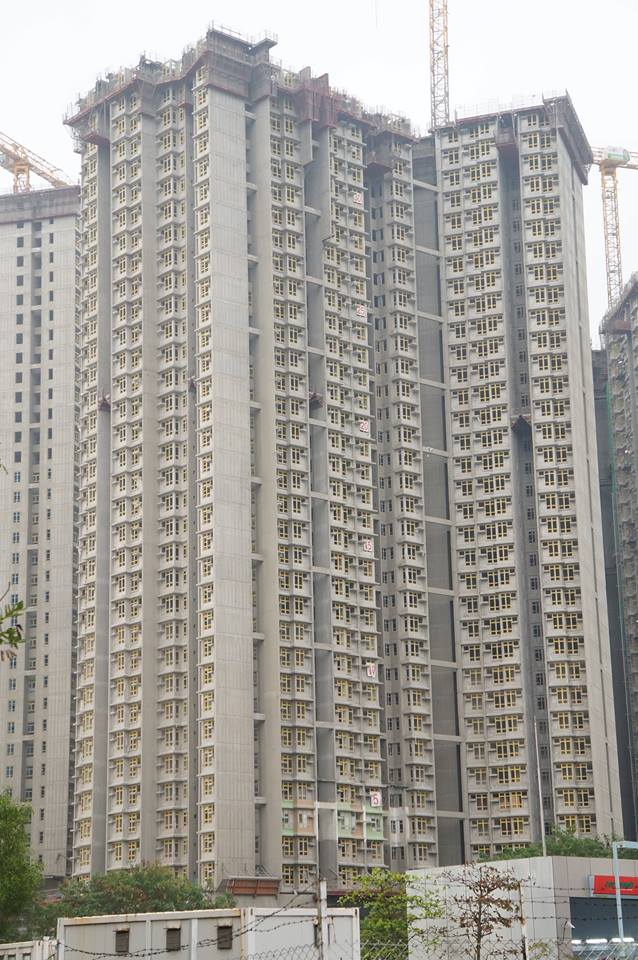
2015年12月
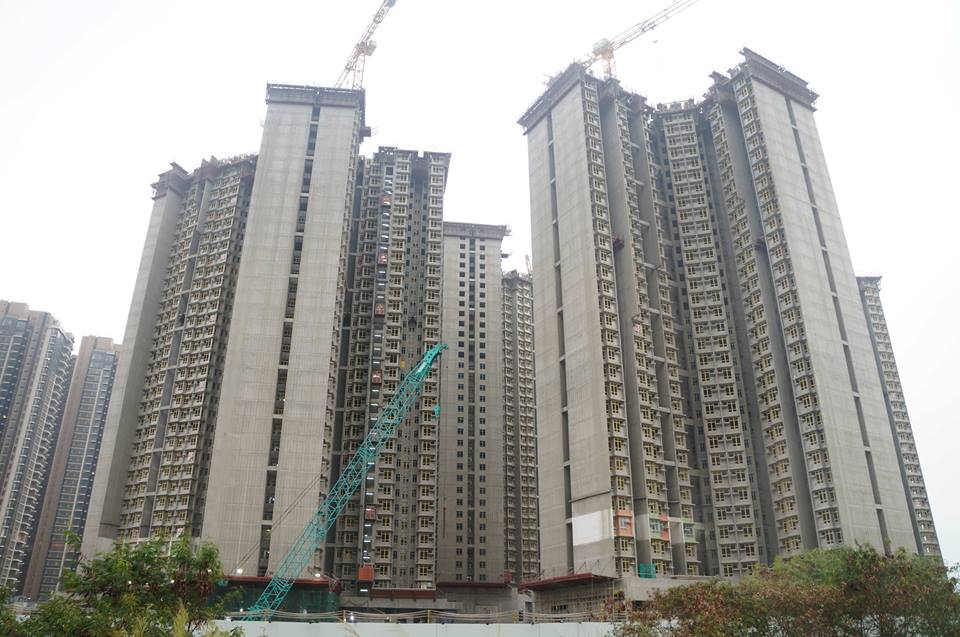
2015年12月
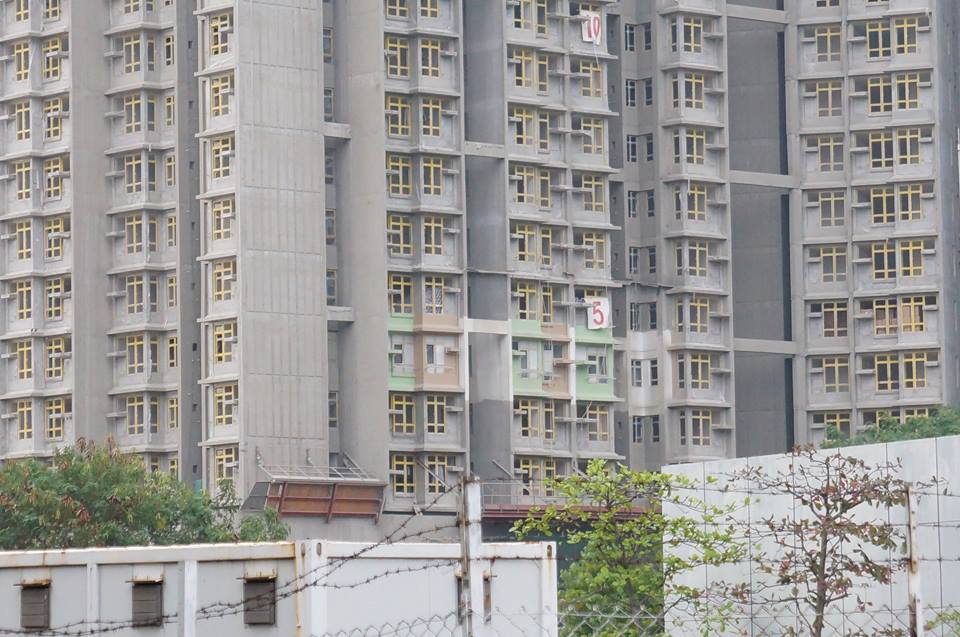
2015年12月
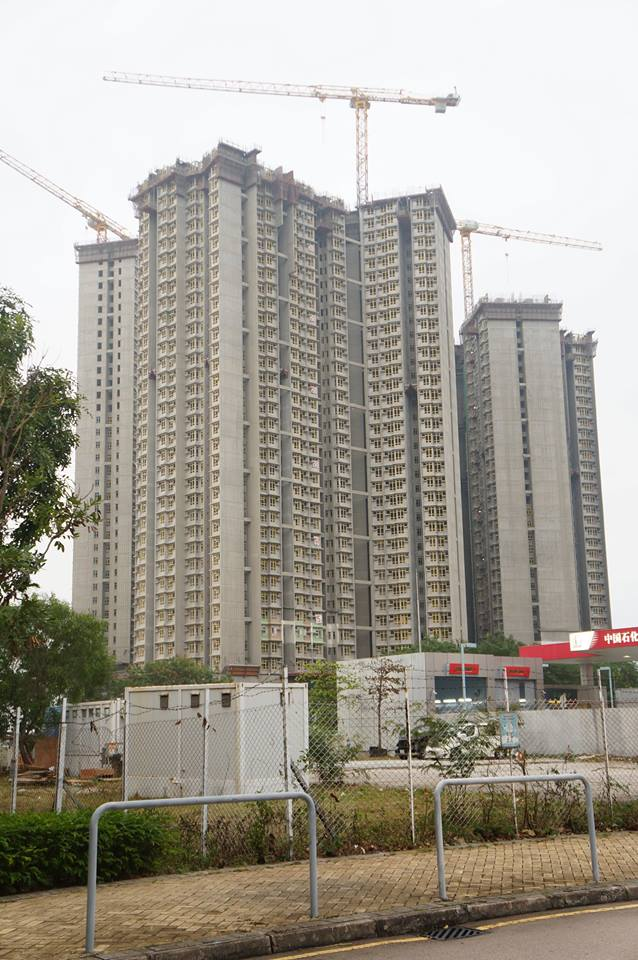
2015年12月
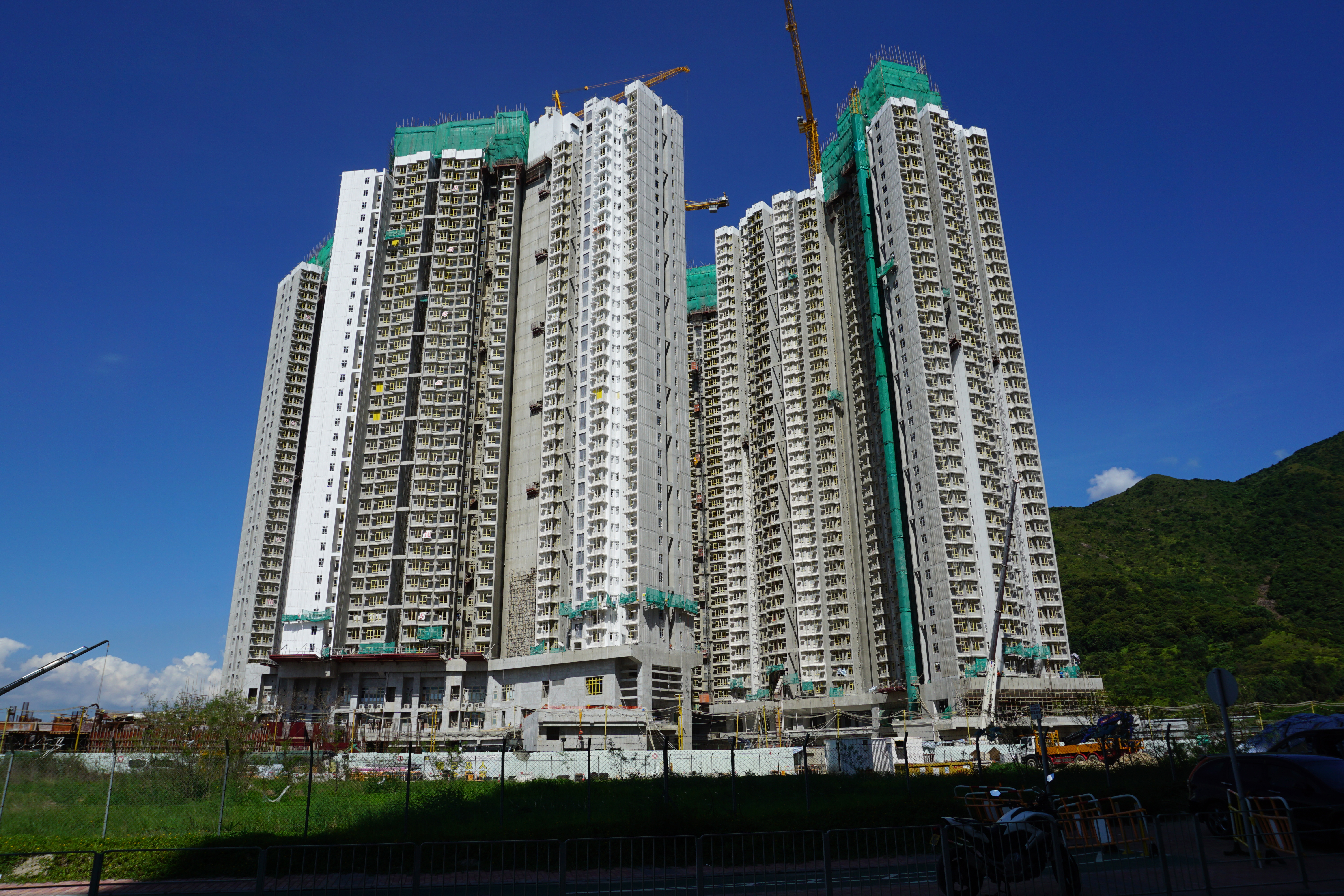
2016年6月
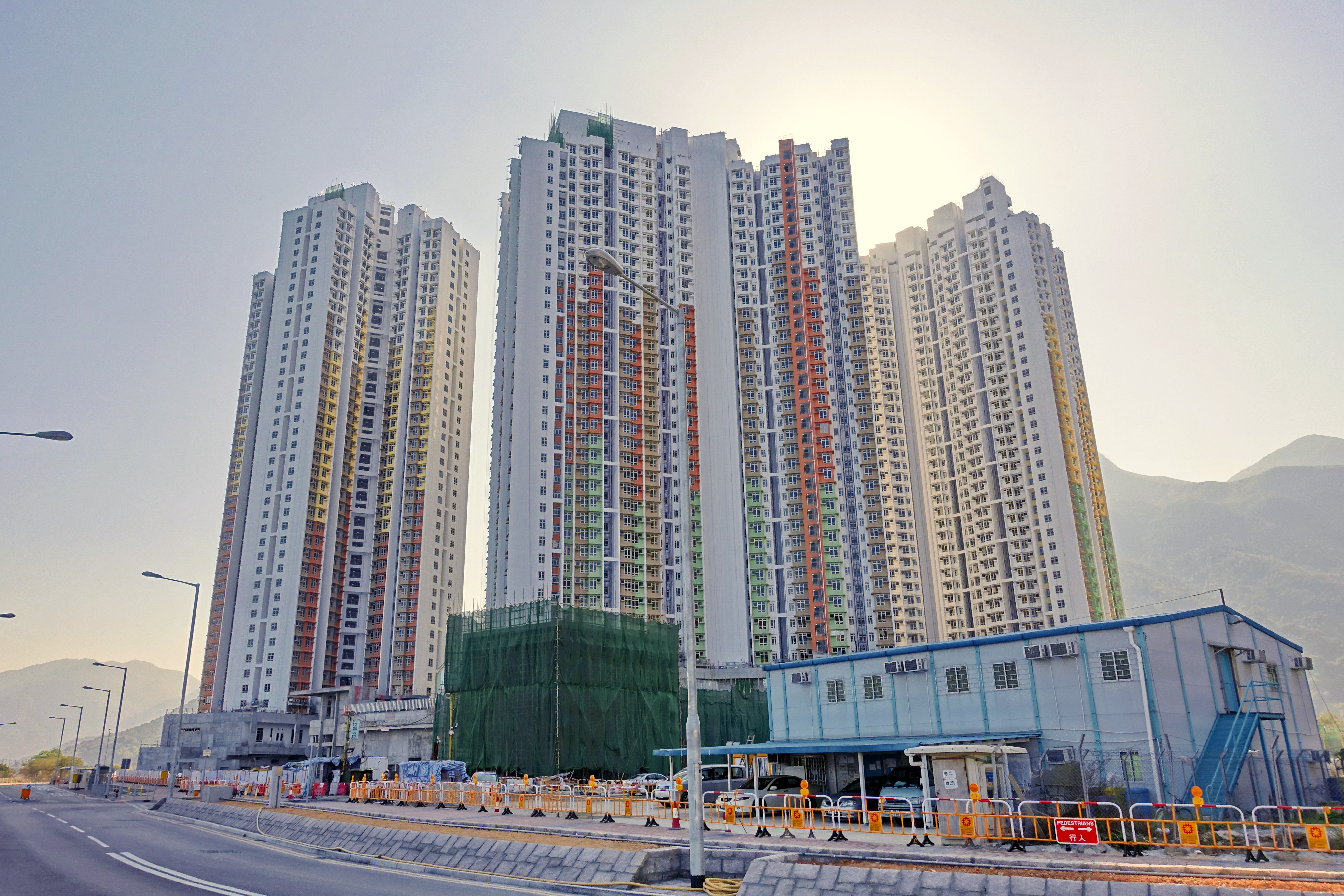
2017年1月
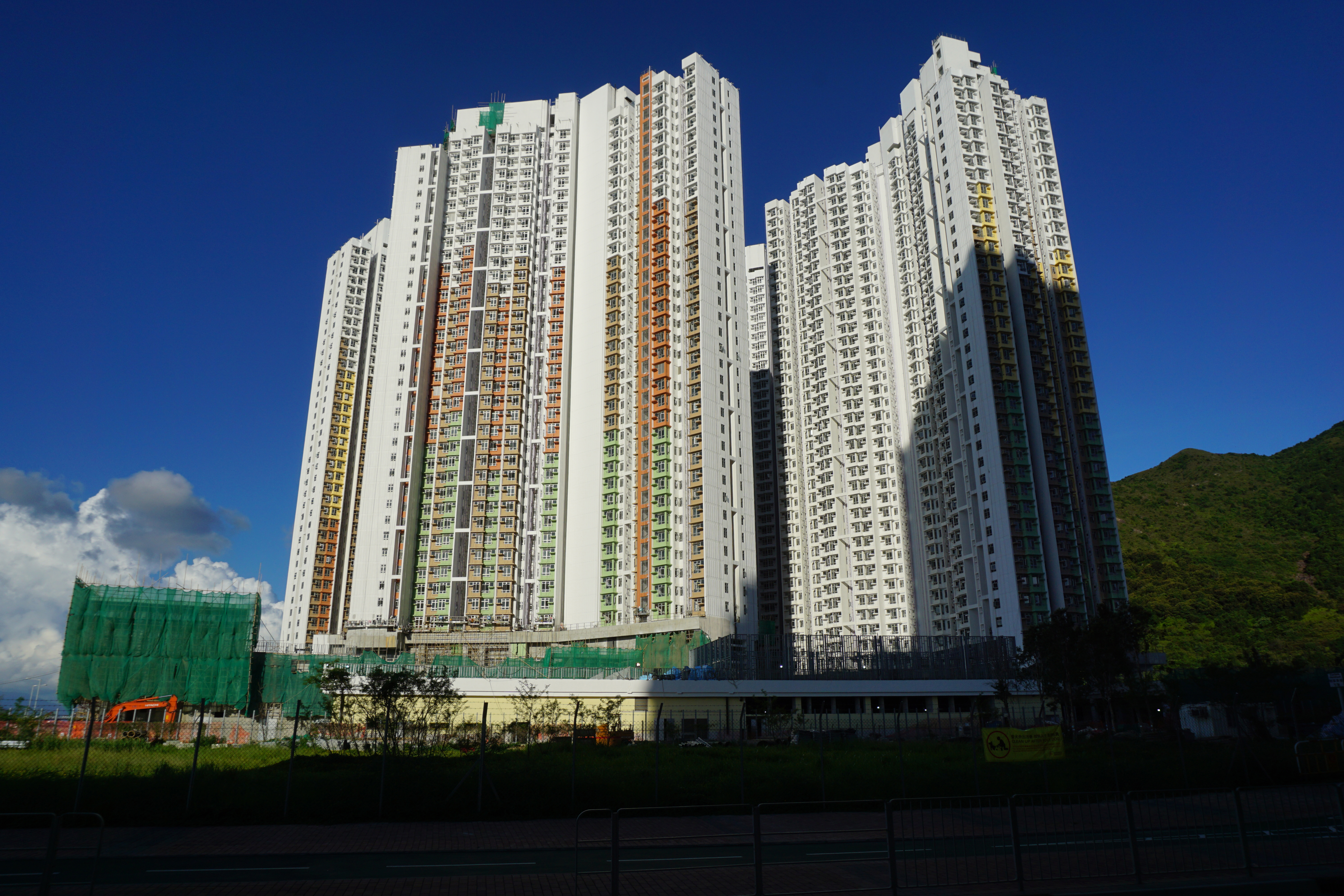
2017年6月
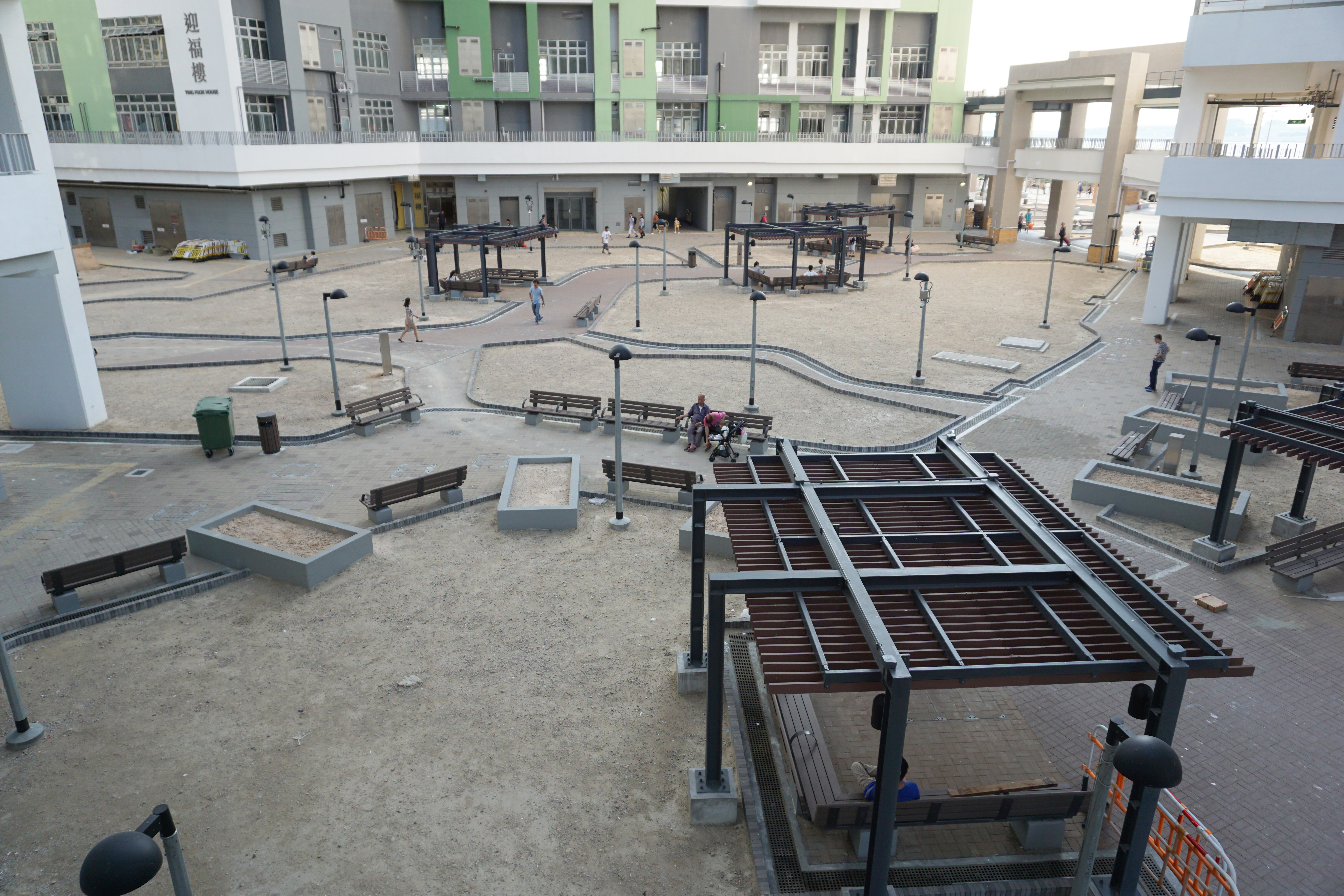
種植前的屋邨廣場
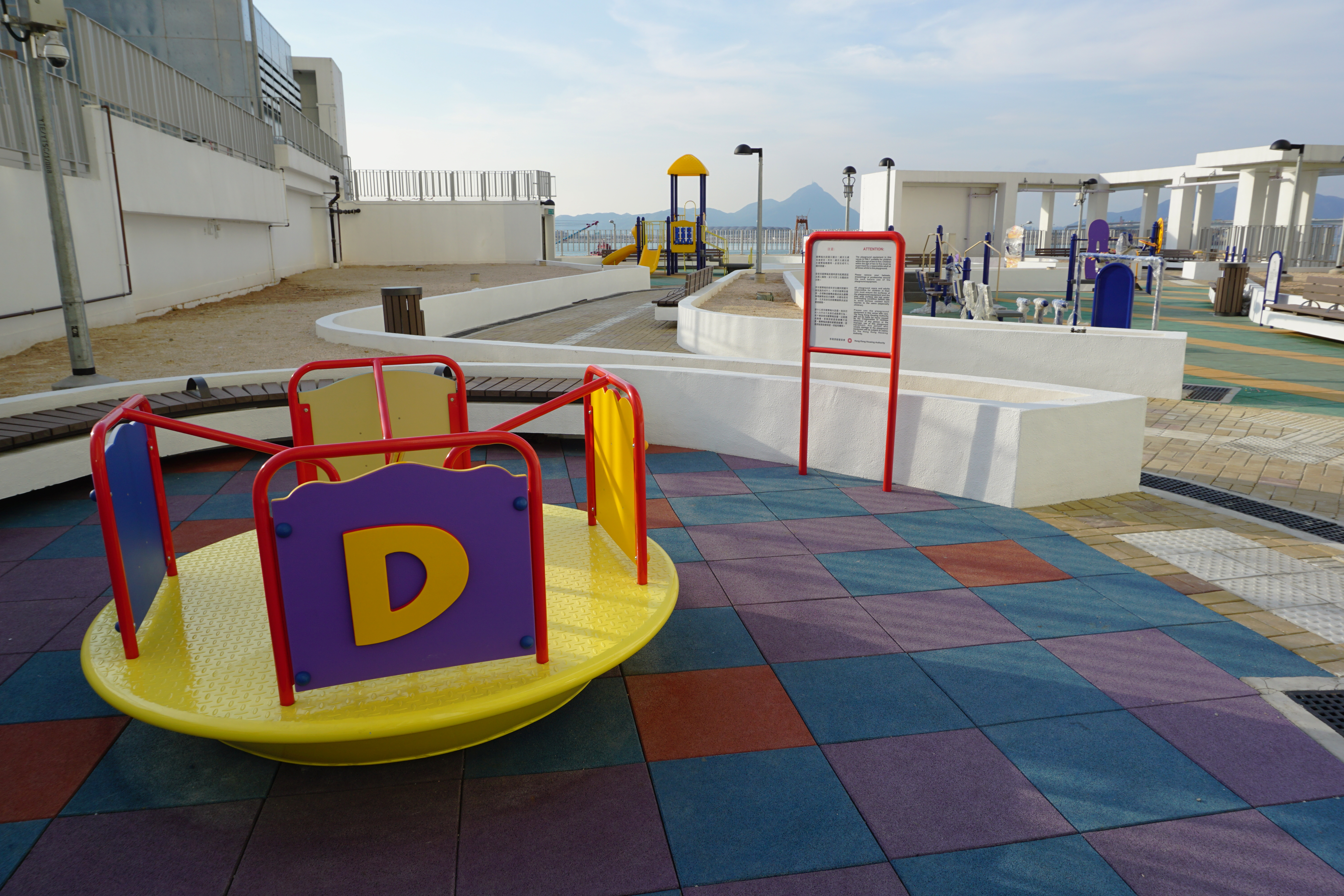
種植前的1樓平台

## 交通
為配合迎東邨入伙，原來約15-20分鐘一班的37M線在繁忙時間繁忙時間班次已加密至5-8分鐘一班，非繁忙時間班次亦加密至10-12分鐘一班。此外，亦開設來往東涌站的N37綫，在每日凌晨一時至二時服務。一些路綫如37、37H、S52A、S56（往機場方向），及E32A亦特地繞經迎東邨。港珠澳大橋開通後亦設有一條循環專線小巴901線往機場後勤區及港珠澳大橋香港口岸。
對外交通方面：雖然有巴士往返市區，但大多數只有在繁忙時間提供服務，在非繁忙時間居民需乘坐接駁巴士到東涌站乘搭港鐵或坐巴士到東涌纜車站/青馬收費廣場轉乘其他巴士線，或步行數分鐘到映灣園乘搭往市區的巴士線。
現正興建的東涌東站，將在迎東邨附近設站。另外，現正興建的翔東邨，將設有永久公共運輸交匯處連公眾停車場，取代位於迎東邨對出的巴士總站。

## 外部連結
- 香港房屋委員會物業位置及資料 迎東邨（页面存档备份，存于）
- 迎東邨 項目介紹. 新昌營造. [2019-05-19].